# Obertura de flanc
|   | a | b | c | d | e | f | g | h |   |
| 8 | a8 negres torre · b8 negres cavall · c8 negres alfil · d8 negres dama · e8 negres rei · f8 negres alfil · g8 negres cavall · h8 negres torre · a7 negres peó · b7 negres peó · c7 negres peó · d7 negres peó · e7 negres peó · f7 negres peó · g7 negres peó · h7 negres peó · f3 blanques cavall · a2 blanques peó · b2 blanques peó · c2 blanques peó · d2 blanques peó · e2 blanques peó · f2 blanques peó · g2 blanques peó · h2 blanques peó · a1 blanques torre · b1 blanques cavall · c1 blanques alfil · d1 blanques dama · e1 blanques rei · f1 blanques alfil · h1 blanques torre | a8 negres torre · b8 negres cavall · c8 negres alfil · d8 negres dama · e8 negres rei · f8 negres alfil · g8 negres cavall · h8 negres torre · a7 negres peó · b7 negres peó · c7 negres peó · d7 negres peó · e7 negres peó · f7 negres peó · g7 negres peó · h7 negres peó · f3 blanques cavall · a2 blanques peó · b2 blanques peó · c2 blanques peó · d2 blanques peó · e2 blanques peó · f2 blanques peó · g2 blanques peó · h2 blanques peó · a1 blanques torre · b1 blanques cavall · c1 blanques alfil · d1 blanques dama · e1 blanques rei · f1 blanques alfil · h1 blanques torre | a8 negres torre · b8 negres cavall · c8 negres alfil · d8 negres dama · e8 negres rei · f8 negres alfil · g8 negres cavall · h8 negres torre · a7 negres peó · b7 negres peó · c7 negres peó · d7 negres peó · e7 negres peó · f7 negres peó · g7 negres peó · h7 negres peó · f3 blanques cavall · a2 blanques peó · b2 blanques peó · c2 blanques peó · d2 blanques peó · e2 blanques peó · f2 blanques peó · g2 blanques peó · h2 blanques peó · a1 blanques torre · b1 blanques cavall · c1 blanques alfil · d1 blanques dama · e1 blanques rei · f1 blanques alfil · h1 blanques torre | a8 negres torre · b8 negres cavall · c8 negres alfil · d8 negres dama · e8 negres rei · f8 negres alfil · g8 negres cavall · h8 negres torre · a7 negres peó · b7 negres peó · c7 negres peó · d7 negres peó · e7 negres peó · f7 negres peó · g7 negres peó · h7 negres peó · f3 blanques cavall · a2 blanques peó · b2 blanques peó · c2 blanques peó · d2 blanques peó · e2 blanques peó · f2 blanques peó · g2 blanques peó · h2 blanques peó · a1 blanques torre · b1 blanques cavall · c1 blanques alfil · d1 blanques dama · e1 blanques rei · f1 blanques alfil · h1 blanques torre | a8 negres torre · b8 negres cavall · c8 negres alfil · d8 negres dama · e8 negres rei · f8 negres alfil · g8 negres cavall · h8 negres torre · a7 negres peó · b7 negres peó · c7 negres peó · d7 negres peó · e7 negres peó · f7 negres peó · g7 negres peó · h7 negres peó · f3 blanques cavall · a2 blanques peó · b2 blanques peó · c2 blanques peó · d2 blanques peó · e2 blanques peó · f2 blanques peó · g2 blanques peó · h2 blanques peó · a1 blanques torre · b1 blanques cavall · c1 blanques alfil · d1 blanques dama · e1 blanques rei · f1 blanques alfil · h1 blanques torre | a8 negres torre · b8 negres cavall · c8 negres alfil · d8 negres dama · e8 negres rei · f8 negres alfil · g8 negres cavall · h8 negres torre · a7 negres peó · b7 negres peó · c7 negres peó · d7 negres peó · e7 negres peó · f7 negres peó · g7 negres peó · h7 negres peó · f3 blanques cavall · a2 blanques peó · b2 blanques peó · c2 blanques peó · d2 blanques peó · e2 blanques peó · f2 blanques peó · g2 blanques peó · h2 blanques peó · a1 blanques torre · b1 blanques cavall · c1 blanques alfil · d1 blanques dama · e1 blanques rei · f1 blanques alfil · h1 blanques torre | a8 negres torre · b8 negres cavall · c8 negres alfil · d8 negres dama · e8 negres rei · f8 negres alfil · g8 negres cavall · h8 negres torre · a7 negres peó · b7 negres peó · c7 negres peó · d7 negres peó · e7 negres peó · f7 negres peó · g7 negres peó · h7 negres peó · f3 blanques cavall · a2 blanques peó · b2 blanques peó · c2 blanques peó · d2 blanques peó · e2 blanques peó · f2 blanques peó · g2 blanques peó · h2 blanques peó · a1 blanques torre · b1 blanques cavall · c1 blanques alfil · d1 blanques dama · e1 blanques rei · f1 blanques alfil · h1 blanques torre | a8 negres torre · b8 negres cavall · c8 negres alfil · d8 negres dama · e8 negres rei · f8 negres alfil · g8 negres cavall · h8 negres torre · a7 negres peó · b7 negres peó · c7 negres peó · d7 negres peó · e7 negres peó · f7 negres peó · g7 negres peó · h7 negres peó · f3 blanques cavall · a2 blanques peó · b2 blanques peó · c2 blanques peó · d2 blanques peó · e2 blanques peó · f2 blanques peó · g2 blanques peó · h2 blanques peó · a1 blanques torre · b1 blanques cavall · c1 blanques alfil · d1 blanques dama · e1 blanques rei · f1 blanques alfil · h1 blanques torre | 8 |
| 7 | a8 negres torre · b8 negres cavall · c8 negres alfil · d8 negres dama · e8 negres rei · f8 negres alfil · g8 negres cavall · h8 negres torre · a7 negres peó · b7 negres peó · c7 negres peó · d7 negres peó · e7 negres peó · f7 negres peó · g7 negres peó · h7 negres peó · f3 blanques cavall · a2 blanques peó · b2 blanques peó · c2 blanques peó · d2 blanques peó · e2 blanques peó · f2 blanques peó · g2 blanques peó · h2 blanques peó · a1 blanques torre · b1 blanques cavall · c1 blanques alfil · d1 blanques dama · e1 blanques rei · f1 blanques alfil · h1 blanques torre | a8 negres torre · b8 negres cavall · c8 negres alfil · d8 negres dama · e8 negres rei · f8 negres alfil · g8 negres cavall · h8 negres torre · a7 negres peó · b7 negres peó · c7 negres peó · d7 negres peó · e7 negres peó · f7 negres peó · g7 negres peó · h7 negres peó · f3 blanques cavall · a2 blanques peó · b2 blanques peó · c2 blanques peó · d2 blanques peó · e2 blanques peó · f2 blanques peó · g2 blanques peó · h2 blanques peó · a1 blanques torre · b1 blanques cavall · c1 blanques alfil · d1 blanques dama · e1 blanques rei · f1 blanques alfil · h1 blanques torre | a8 negres torre · b8 negres cavall · c8 negres alfil · d8 negres dama · e8 negres rei · f8 negres alfil · g8 negres cavall · h8 negres torre · a7 negres peó · b7 negres peó · c7 negres peó · d7 negres peó · e7 negres peó · f7 negres peó · g7 negres peó · h7 negres peó · f3 blanques cavall · a2 blanques peó · b2 blanques peó · c2 blanques peó · d2 blanques peó · e2 blanques peó · f2 blanques peó · g2 blanques peó · h2 blanques peó · a1 blanques torre · b1 blanques cavall · c1 blanques alfil · d1 blanques dama · e1 blanques rei · f1 blanques alfil · h1 blanques torre | a8 negres torre · b8 negres cavall · c8 negres alfil · d8 negres dama · e8 negres rei · f8 negres alfil · g8 negres cavall · h8 negres torre · a7 negres peó · b7 negres peó · c7 negres peó · d7 negres peó · e7 negres peó · f7 negres peó · g7 negres peó · h7 negres peó · f3 blanques cavall · a2 blanques peó · b2 blanques peó · c2 blanques peó · d2 blanques peó · e2 blanques peó · f2 blanques peó · g2 blanques peó · h2 blanques peó · a1 blanques torre · b1 blanques cavall · c1 blanques alfil · d1 blanques dama · e1 blanques rei · f1 blanques alfil · h1 blanques torre | a8 negres torre · b8 negres cavall · c8 negres alfil · d8 negres dama · e8 negres rei · f8 negres alfil · g8 negres cavall · h8 negres torre · a7 negres peó · b7 negres peó · c7 negres peó · d7 negres peó · e7 negres peó · f7 negres peó · g7 negres peó · h7 negres peó · f3 blanques cavall · a2 blanques peó · b2 blanques peó · c2 blanques peó · d2 blanques peó · e2 blanques peó · f2 blanques peó · g2 blanques peó · h2 blanques peó · a1 blanques torre · b1 blanques cavall · c1 blanques alfil · d1 blanques dama · e1 blanques rei · f1 blanques alfil · h1 blanques torre | a8 negres torre · b8 negres cavall · c8 negres alfil · d8 negres dama · e8 negres rei · f8 negres alfil · g8 negres cavall · h8 negres torre · a7 negres peó · b7 negres peó · c7 negres peó · d7 negres peó · e7 negres peó · f7 negres peó · g7 negres peó · h7 negres peó · f3 blanques cavall · a2 blanques peó · b2 blanques peó · c2 blanques peó · d2 blanques peó · e2 blanques peó · f2 blanques peó · g2 blanques peó · h2 blanques peó · a1 blanques torre · b1 blanques cavall · c1 blanques alfil · d1 blanques dama · e1 blanques rei · f1 blanques alfil · h1 blanques torre | a8 negres torre · b8 negres cavall · c8 negres alfil · d8 negres dama · e8 negres rei · f8 negres alfil · g8 negres cavall · h8 negres torre · a7 negres peó · b7 negres peó · c7 negres peó · d7 negres peó · e7 negres peó · f7 negres peó · g7 negres peó · h7 negres peó · f3 blanques cavall · a2 blanques peó · b2 blanques peó · c2 blanques peó · d2 blanques peó · e2 blanques peó · f2 blanques peó · g2 blanques peó · h2 blanques peó · a1 blanques torre · b1 blanques cavall · c1 blanques alfil · d1 blanques dama · e1 blanques rei · f1 blanques alfil · h1 blanques torre | a8 negres torre · b8 negres cavall · c8 negres alfil · d8 negres dama · e8 negres rei · f8 negres alfil · g8 negres cavall · h8 negres torre · a7 negres peó · b7 negres peó · c7 negres peó · d7 negres peó · e7 negres peó · f7 negres peó · g7 negres peó · h7 negres peó · f3 blanques cavall · a2 blanques peó · b2 blanques peó · c2 blanques peó · d2 blanques peó · e2 blanques peó · f2 blanques peó · g2 blanques peó · h2 blanques peó · a1 blanques torre · b1 blanques cavall · c1 blanques alfil · d1 blanques dama · e1 blanques rei · f1 blanques alfil · h1 blanques torre | 7 |
| 6 | a8 negres torre · b8 negres cavall · c8 negres alfil · d8 negres dama · e8 negres rei · f8 negres alfil · g8 negres cavall · h8 negres torre · a7 negres peó · b7 negres peó · c7 negres peó · d7 negres peó · e7 negres peó · f7 negres peó · g7 negres peó · h7 negres peó · f3 blanques cavall · a2 blanques peó · b2 blanques peó · c2 blanques peó · d2 blanques peó · e2 blanques peó · f2 blanques peó · g2 blanques peó · h2 blanques peó · a1 blanques torre · b1 blanques cavall · c1 blanques alfil · d1 blanques dama · e1 blanques rei · f1 blanques alfil · h1 blanques torre | a8 negres torre · b8 negres cavall · c8 negres alfil · d8 negres dama · e8 negres rei · f8 negres alfil · g8 negres cavall · h8 negres torre · a7 negres peó · b7 negres peó · c7 negres peó · d7 negres peó · e7 negres peó · f7 negres peó · g7 negres peó · h7 negres peó · f3 blanques cavall · a2 blanques peó · b2 blanques peó · c2 blanques peó · d2 blanques peó · e2 blanques peó · f2 blanques peó · g2 blanques peó · h2 blanques peó · a1 blanques torre · b1 blanques cavall · c1 blanques alfil · d1 blanques dama · e1 blanques rei · f1 blanques alfil · h1 blanques torre | a8 negres torre · b8 negres cavall · c8 negres alfil · d8 negres dama · e8 negres rei · f8 negres alfil · g8 negres cavall · h8 negres torre · a7 negres peó · b7 negres peó · c7 negres peó · d7 negres peó · e7 negres peó · f7 negres peó · g7 negres peó · h7 negres peó · f3 blanques cavall · a2 blanques peó · b2 blanques peó · c2 blanques peó · d2 blanques peó · e2 blanques peó · f2 blanques peó · g2 blanques peó · h2 blanques peó · a1 blanques torre · b1 blanques cavall · c1 blanques alfil · d1 blanques dama · e1 blanques rei · f1 blanques alfil · h1 blanques torre | a8 negres torre · b8 negres cavall · c8 negres alfil · d8 negres dama · e8 negres rei · f8 negres alfil · g8 negres cavall · h8 negres torre · a7 negres peó · b7 negres peó · c7 negres peó · d7 negres peó · e7 negres peó · f7 negres peó · g7 negres peó · h7 negres peó · f3 blanques cavall · a2 blanques peó · b2 blanques peó · c2 blanques peó · d2 blanques peó · e2 blanques peó · f2 blanques peó · g2 blanques peó · h2 blanques peó · a1 blanques torre · b1 blanques cavall · c1 blanques alfil · d1 blanques dama · e1 blanques rei · f1 blanques alfil · h1 blanques torre | a8 negres torre · b8 negres cavall · c8 negres alfil · d8 negres dama · e8 negres rei · f8 negres alfil · g8 negres cavall · h8 negres torre · a7 negres peó · b7 negres peó · c7 negres peó · d7 negres peó · e7 negres peó · f7 negres peó · g7 negres peó · h7 negres peó · f3 blanques cavall · a2 blanques peó · b2 blanques peó · c2 blanques peó · d2 blanques peó · e2 blanques peó · f2 blanques peó · g2 blanques peó · h2 blanques peó · a1 blanques torre · b1 blanques cavall · c1 blanques alfil · d1 blanques dama · e1 blanques rei · f1 blanques alfil · h1 blanques torre | a8 negres torre · b8 negres cavall · c8 negres alfil · d8 negres dama · e8 negres rei · f8 negres alfil · g8 negres cavall · h8 negres torre · a7 negres peó · b7 negres peó · c7 negres peó · d7 negres peó · e7 negres peó · f7 negres peó · g7 negres peó · h7 negres peó · f3 blanques cavall · a2 blanques peó · b2 blanques peó · c2 blanques peó · d2 blanques peó · e2 blanques peó · f2 blanques peó · g2 blanques peó · h2 blanques peó · a1 blanques torre · b1 blanques cavall · c1 blanques alfil · d1 blanques dama · e1 blanques rei · f1 blanques alfil · h1 blanques torre | a8 negres torre · b8 negres cavall · c8 negres alfil · d8 negres dama · e8 negres rei · f8 negres alfil · g8 negres cavall · h8 negres torre · a7 negres peó · b7 negres peó · c7 negres peó · d7 negres peó · e7 negres peó · f7 negres peó · g7 negres peó · h7 negres peó · f3 blanques cavall · a2 blanques peó · b2 blanques peó · c2 blanques peó · d2 blanques peó · e2 blanques peó · f2 blanques peó · g2 blanques peó · h2 blanques peó · a1 blanques torre · b1 blanques cavall · c1 blanques alfil · d1 blanques dama · e1 blanques rei · f1 blanques alfil · h1 blanques torre | a8 negres torre · b8 negres cavall · c8 negres alfil · d8 negres dama · e8 negres rei · f8 negres alfil · g8 negres cavall · h8 negres torre · a7 negres peó · b7 negres peó · c7 negres peó · d7 negres peó · e7 negres peó · f7 negres peó · g7 negres peó · h7 negres peó · f3 blanques cavall · a2 blanques peó · b2 blanques peó · c2 blanques peó · d2 blanques peó · e2 blanques peó · f2 blanques peó · g2 blanques peó · h2 blanques peó · a1 blanques torre · b1 blanques cavall · c1 blanques alfil · d1 blanques dama · e1 blanques rei · f1 blanques alfil · h1 blanques torre | 6 |
| 5 | a8 negres torre · b8 negres cavall · c8 negres alfil · d8 negres dama · e8 negres rei · f8 negres alfil · g8 negres cavall · h8 negres torre · a7 negres peó · b7 negres peó · c7 negres peó · d7 negres peó · e7 negres peó · f7 negres peó · g7 negres peó · h7 negres peó · f3 blanques cavall · a2 blanques peó · b2 blanques peó · c2 blanques peó · d2 blanques peó · e2 blanques peó · f2 blanques peó · g2 blanques peó · h2 blanques peó · a1 blanques torre · b1 blanques cavall · c1 blanques alfil · d1 blanques dama · e1 blanques rei · f1 blanques alfil · h1 blanques torre | a8 negres torre · b8 negres cavall · c8 negres alfil · d8 negres dama · e8 negres rei · f8 negres alfil · g8 negres cavall · h8 negres torre · a7 negres peó · b7 negres peó · c7 negres peó · d7 negres peó · e7 negres peó · f7 negres peó · g7 negres peó · h7 negres peó · f3 blanques cavall · a2 blanques peó · b2 blanques peó · c2 blanques peó · d2 blanques peó · e2 blanques peó · f2 blanques peó · g2 blanques peó · h2 blanques peó · a1 blanques torre · b1 blanques cavall · c1 blanques alfil · d1 blanques dama · e1 blanques rei · f1 blanques alfil · h1 blanques torre | a8 negres torre · b8 negres cavall · c8 negres alfil · d8 negres dama · e8 negres rei · f8 negres alfil · g8 negres cavall · h8 negres torre · a7 negres peó · b7 negres peó · c7 negres peó · d7 negres peó · e7 negres peó · f7 negres peó · g7 negres peó · h7 negres peó · f3 blanques cavall · a2 blanques peó · b2 blanques peó · c2 blanques peó · d2 blanques peó · e2 blanques peó · f2 blanques peó · g2 blanques peó · h2 blanques peó · a1 blanques torre · b1 blanques cavall · c1 blanques alfil · d1 blanques dama · e1 blanques rei · f1 blanques alfil · h1 blanques torre | a8 negres torre · b8 negres cavall · c8 negres alfil · d8 negres dama · e8 negres rei · f8 negres alfil · g8 negres cavall · h8 negres torre · a7 negres peó · b7 negres peó · c7 negres peó · d7 negres peó · e7 negres peó · f7 negres peó · g7 negres peó · h7 negres peó · f3 blanques cavall · a2 blanques peó · b2 blanques peó · c2 blanques peó · d2 blanques peó · e2 blanques peó · f2 blanques peó · g2 blanques peó · h2 blanques peó · a1 blanques torre · b1 blanques cavall · c1 blanques alfil · d1 blanques dama · e1 blanques rei · f1 blanques alfil · h1 blanques torre | a8 negres torre · b8 negres cavall · c8 negres alfil · d8 negres dama · e8 negres rei · f8 negres alfil · g8 negres cavall · h8 negres torre · a7 negres peó · b7 negres peó · c7 negres peó · d7 negres peó · e7 negres peó · f7 negres peó · g7 negres peó · h7 negres peó · f3 blanques cavall · a2 blanques peó · b2 blanques peó · c2 blanques peó · d2 blanques peó · e2 blanques peó · f2 blanques peó · g2 blanques peó · h2 blanques peó · a1 blanques torre · b1 blanques cavall · c1 blanques alfil · d1 blanques dama · e1 blanques rei · f1 blanques alfil · h1 blanques torre | a8 negres torre · b8 negres cavall · c8 negres alfil · d8 negres dama · e8 negres rei · f8 negres alfil · g8 negres cavall · h8 negres torre · a7 negres peó · b7 negres peó · c7 negres peó · d7 negres peó · e7 negres peó · f7 negres peó · g7 negres peó · h7 negres peó · f3 blanques cavall · a2 blanques peó · b2 blanques peó · c2 blanques peó · d2 blanques peó · e2 blanques peó · f2 blanques peó · g2 blanques peó · h2 blanques peó · a1 blanques torre · b1 blanques cavall · c1 blanques alfil · d1 blanques dama · e1 blanques rei · f1 blanques alfil · h1 blanques torre | a8 negres torre · b8 negres cavall · c8 negres alfil · d8 negres dama · e8 negres rei · f8 negres alfil · g8 negres cavall · h8 negres torre · a7 negres peó · b7 negres peó · c7 negres peó · d7 negres peó · e7 negres peó · f7 negres peó · g7 negres peó · h7 negres peó · f3 blanques cavall · a2 blanques peó · b2 blanques peó · c2 blanques peó · d2 blanques peó · e2 blanques peó · f2 blanques peó · g2 blanques peó · h2 blanques peó · a1 blanques torre · b1 blanques cavall · c1 blanques alfil · d1 blanques dama · e1 blanques rei · f1 blanques alfil · h1 blanques torre | a8 negres torre · b8 negres cavall · c8 negres alfil · d8 negres dama · e8 negres rei · f8 negres alfil · g8 negres cavall · h8 negres torre · a7 negres peó · b7 negres peó · c7 negres peó · d7 negres peó · e7 negres peó · f7 negres peó · g7 negres peó · h7 negres peó · f3 blanques cavall · a2 blanques peó · b2 blanques peó · c2 blanques peó · d2 blanques peó · e2 blanques peó · f2 blanques peó · g2 blanques peó · h2 blanques peó · a1 blanques torre · b1 blanques cavall · c1 blanques alfil · d1 blanques dama · e1 blanques rei · f1 blanques alfil · h1 blanques torre | 5 |
| 4 | a8 negres torre · b8 negres cavall · c8 negres alfil · d8 negres dama · e8 negres rei · f8 negres alfil · g8 negres cavall · h8 negres torre · a7 negres peó · b7 negres peó · c7 negres peó · d7 negres peó · e7 negres peó · f7 negres peó · g7 negres peó · h7 negres peó · f3 blanques cavall · a2 blanques peó · b2 blanques peó · c2 blanques peó · d2 blanques peó · e2 blanques peó · f2 blanques peó · g2 blanques peó · h2 blanques peó · a1 blanques torre · b1 blanques cavall · c1 blanques alfil · d1 blanques dama · e1 blanques rei · f1 blanques alfil · h1 blanques torre | a8 negres torre · b8 negres cavall · c8 negres alfil · d8 negres dama · e8 negres rei · f8 negres alfil · g8 negres cavall · h8 negres torre · a7 negres peó · b7 negres peó · c7 negres peó · d7 negres peó · e7 negres peó · f7 negres peó · g7 negres peó · h7 negres peó · f3 blanques cavall · a2 blanques peó · b2 blanques peó · c2 blanques peó · d2 blanques peó · e2 blanques peó · f2 blanques peó · g2 blanques peó · h2 blanques peó · a1 blanques torre · b1 blanques cavall · c1 blanques alfil · d1 blanques dama · e1 blanques rei · f1 blanques alfil · h1 blanques torre | a8 negres torre · b8 negres cavall · c8 negres alfil · d8 negres dama · e8 negres rei · f8 negres alfil · g8 negres cavall · h8 negres torre · a7 negres peó · b7 negres peó · c7 negres peó · d7 negres peó · e7 negres peó · f7 negres peó · g7 negres peó · h7 negres peó · f3 blanques cavall · a2 blanques peó · b2 blanques peó · c2 blanques peó · d2 blanques peó · e2 blanques peó · f2 blanques peó · g2 blanques peó · h2 blanques peó · a1 blanques torre · b1 blanques cavall · c1 blanques alfil · d1 blanques dama · e1 blanques rei · f1 blanques alfil · h1 blanques torre | a8 negres torre · b8 negres cavall · c8 negres alfil · d8 negres dama · e8 negres rei · f8 negres alfil · g8 negres cavall · h8 negres torre · a7 negres peó · b7 negres peó · c7 negres peó · d7 negres peó · e7 negres peó · f7 negres peó · g7 negres peó · h7 negres peó · f3 blanques cavall · a2 blanques peó · b2 blanques peó · c2 blanques peó · d2 blanques peó · e2 blanques peó · f2 blanques peó · g2 blanques peó · h2 blanques peó · a1 blanques torre · b1 blanques cavall · c1 blanques alfil · d1 blanques dama · e1 blanques rei · f1 blanques alfil · h1 blanques torre | a8 negres torre · b8 negres cavall · c8 negres alfil · d8 negres dama · e8 negres rei · f8 negres alfil · g8 negres cavall · h8 negres torre · a7 negres peó · b7 negres peó · c7 negres peó · d7 negres peó · e7 negres peó · f7 negres peó · g7 negres peó · h7 negres peó · f3 blanques cavall · a2 blanques peó · b2 blanques peó · c2 blanques peó · d2 blanques peó · e2 blanques peó · f2 blanques peó · g2 blanques peó · h2 blanques peó · a1 blanques torre · b1 blanques cavall · c1 blanques alfil · d1 blanques dama · e1 blanques rei · f1 blanques alfil · h1 blanques torre | a8 negres torre · b8 negres cavall · c8 negres alfil · d8 negres dama · e8 negres rei · f8 negres alfil · g8 negres cavall · h8 negres torre · a7 negres peó · b7 negres peó · c7 negres peó · d7 negres peó · e7 negres peó · f7 negres peó · g7 negres peó · h7 negres peó · f3 blanques cavall · a2 blanques peó · b2 blanques peó · c2 blanques peó · d2 blanques peó · e2 blanques peó · f2 blanques peó · g2 blanques peó · h2 blanques peó · a1 blanques torre · b1 blanques cavall · c1 blanques alfil · d1 blanques dama · e1 blanques rei · f1 blanques alfil · h1 blanques torre | a8 negres torre · b8 negres cavall · c8 negres alfil · d8 negres dama · e8 negres rei · f8 negres alfil · g8 negres cavall · h8 negres torre · a7 negres peó · b7 negres peó · c7 negres peó · d7 negres peó · e7 negres peó · f7 negres peó · g7 negres peó · h7 negres peó · f3 blanques cavall · a2 blanques peó · b2 blanques peó · c2 blanques peó · d2 blanques peó · e2 blanques peó · f2 blanques peó · g2 blanques peó · h2 blanques peó · a1 blanques torre · b1 blanques cavall · c1 blanques alfil · d1 blanques dama · e1 blanques rei · f1 blanques alfil · h1 blanques torre | a8 negres torre · b8 negres cavall · c8 negres alfil · d8 negres dama · e8 negres rei · f8 negres alfil · g8 negres cavall · h8 negres torre · a7 negres peó · b7 negres peó · c7 negres peó · d7 negres peó · e7 negres peó · f7 negres peó · g7 negres peó · h7 negres peó · f3 blanques cavall · a2 blanques peó · b2 blanques peó · c2 blanques peó · d2 blanques peó · e2 blanques peó · f2 blanques peó · g2 blanques peó · h2 blanques peó · a1 blanques torre · b1 blanques cavall · c1 blanques alfil · d1 blanques dama · e1 blanques rei · f1 blanques alfil · h1 blanques torre | 4 |
| 3 | a8 negres torre · b8 negres cavall · c8 negres alfil · d8 negres dama · e8 negres rei · f8 negres alfil · g8 negres cavall · h8 negres torre · a7 negres peó · b7 negres peó · c7 negres peó · d7 negres peó · e7 negres peó · f7 negres peó · g7 negres peó · h7 negres peó · f3 blanques cavall · a2 blanques peó · b2 blanques peó · c2 blanques peó · d2 blanques peó · e2 blanques peó · f2 blanques peó · g2 blanques peó · h2 blanques peó · a1 blanques torre · b1 blanques cavall · c1 blanques alfil · d1 blanques dama · e1 blanques rei · f1 blanques alfil · h1 blanques torre | a8 negres torre · b8 negres cavall · c8 negres alfil · d8 negres dama · e8 negres rei · f8 negres alfil · g8 negres cavall · h8 negres torre · a7 negres peó · b7 negres peó · c7 negres peó · d7 negres peó · e7 negres peó · f7 negres peó · g7 negres peó · h7 negres peó · f3 blanques cavall · a2 blanques peó · b2 blanques peó · c2 blanques peó · d2 blanques peó · e2 blanques peó · f2 blanques peó · g2 blanques peó · h2 blanques peó · a1 blanques torre · b1 blanques cavall · c1 blanques alfil · d1 blanques dama · e1 blanques rei · f1 blanques alfil · h1 blanques torre | a8 negres torre · b8 negres cavall · c8 negres alfil · d8 negres dama · e8 negres rei · f8 negres alfil · g8 negres cavall · h8 negres torre · a7 negres peó · b7 negres peó · c7 negres peó · d7 negres peó · e7 negres peó · f7 negres peó · g7 negres peó · h7 negres peó · f3 blanques cavall · a2 blanques peó · b2 blanques peó · c2 blanques peó · d2 blanques peó · e2 blanques peó · f2 blanques peó · g2 blanques peó · h2 blanques peó · a1 blanques torre · b1 blanques cavall · c1 blanques alfil · d1 blanques dama · e1 blanques rei · f1 blanques alfil · h1 blanques torre | a8 negres torre · b8 negres cavall · c8 negres alfil · d8 negres dama · e8 negres rei · f8 negres alfil · g8 negres cavall · h8 negres torre · a7 negres peó · b7 negres peó · c7 negres peó · d7 negres peó · e7 negres peó · f7 negres peó · g7 negres peó · h7 negres peó · f3 blanques cavall · a2 blanques peó · b2 blanques peó · c2 blanques peó · d2 blanques peó · e2 blanques peó · f2 blanques peó · g2 blanques peó · h2 blanques peó · a1 blanques torre · b1 blanques cavall · c1 blanques alfil · d1 blanques dama · e1 blanques rei · f1 blanques alfil · h1 blanques torre | a8 negres torre · b8 negres cavall · c8 negres alfil · d8 negres dama · e8 negres rei · f8 negres alfil · g8 negres cavall · h8 negres torre · a7 negres peó · b7 negres peó · c7 negres peó · d7 negres peó · e7 negres peó · f7 negres peó · g7 negres peó · h7 negres peó · f3 blanques cavall · a2 blanques peó · b2 blanques peó · c2 blanques peó · d2 blanques peó · e2 blanques peó · f2 blanques peó · g2 blanques peó · h2 blanques peó · a1 blanques torre · b1 blanques cavall · c1 blanques alfil · d1 blanques dama · e1 blanques rei · f1 blanques alfil · h1 blanques torre | a8 negres torre · b8 negres cavall · c8 negres alfil · d8 negres dama · e8 negres rei · f8 negres alfil · g8 negres cavall · h8 negres torre · a7 negres peó · b7 negres peó · c7 negres peó · d7 negres peó · e7 negres peó · f7 negres peó · g7 negres peó · h7 negres peó · f3 blanques cavall · a2 blanques peó · b2 blanques peó · c2 blanques peó · d2 blanques peó · e2 blanques peó · f2 blanques peó · g2 blanques peó · h2 blanques peó · a1 blanques torre · b1 blanques cavall · c1 blanques alfil · d1 blanques dama · e1 blanques rei · f1 blanques alfil · h1 blanques torre | a8 negres torre · b8 negres cavall · c8 negres alfil · d8 negres dama · e8 negres rei · f8 negres alfil · g8 negres cavall · h8 negres torre · a7 negres peó · b7 negres peó · c7 negres peó · d7 negres peó · e7 negres peó · f7 negres peó · g7 negres peó · h7 negres peó · f3 blanques cavall · a2 blanques peó · b2 blanques peó · c2 blanques peó · d2 blanques peó · e2 blanques peó · f2 blanques peó · g2 blanques peó · h2 blanques peó · a1 blanques torre · b1 blanques cavall · c1 blanques alfil · d1 blanques dama · e1 blanques rei · f1 blanques alfil · h1 blanques torre | a8 negres torre · b8 negres cavall · c8 negres alfil · d8 negres dama · e8 negres rei · f8 negres alfil · g8 negres cavall · h8 negres torre · a7 negres peó · b7 negres peó · c7 negres peó · d7 negres peó · e7 negres peó · f7 negres peó · g7 negres peó · h7 negres peó · f3 blanques cavall · a2 blanques peó · b2 blanques peó · c2 blanques peó · d2 blanques peó · e2 blanques peó · f2 blanques peó · g2 blanques peó · h2 blanques peó · a1 blanques torre · b1 blanques cavall · c1 blanques alfil · d1 blanques dama · e1 blanques rei · f1 blanques alfil · h1 blanques torre | 3 |
| 2 | a8 negres torre · b8 negres cavall · c8 negres alfil · d8 negres dama · e8 negres rei · f8 negres alfil · g8 negres cavall · h8 negres torre · a7 negres peó · b7 negres peó · c7 negres peó · d7 negres peó · e7 negres peó · f7 negres peó · g7 negres peó · h7 negres peó · f3 blanques cavall · a2 blanques peó · b2 blanques peó · c2 blanques peó · d2 blanques peó · e2 blanques peó · f2 blanques peó · g2 blanques peó · h2 blanques peó · a1 blanques torre · b1 blanques cavall · c1 blanques alfil · d1 blanques dama · e1 blanques rei · f1 blanques alfil · h1 blanques torre | a8 negres torre · b8 negres cavall · c8 negres alfil · d8 negres dama · e8 negres rei · f8 negres alfil · g8 negres cavall · h8 negres torre · a7 negres peó · b7 negres peó · c7 negres peó · d7 negres peó · e7 negres peó · f7 negres peó · g7 negres peó · h7 negres peó · f3 blanques cavall · a2 blanques peó · b2 blanques peó · c2 blanques peó · d2 blanques peó · e2 blanques peó · f2 blanques peó · g2 blanques peó · h2 blanques peó · a1 blanques torre · b1 blanques cavall · c1 blanques alfil · d1 blanques dama · e1 blanques rei · f1 blanques alfil · h1 blanques torre | a8 negres torre · b8 negres cavall · c8 negres alfil · d8 negres dama · e8 negres rei · f8 negres alfil · g8 negres cavall · h8 negres torre · a7 negres peó · b7 negres peó · c7 negres peó · d7 negres peó · e7 negres peó · f7 negres peó · g7 negres peó · h7 negres peó · f3 blanques cavall · a2 blanques peó · b2 blanques peó · c2 blanques peó · d2 blanques peó · e2 blanques peó · f2 blanques peó · g2 blanques peó · h2 blanques peó · a1 blanques torre · b1 blanques cavall · c1 blanques alfil · d1 blanques dama · e1 blanques rei · f1 blanques alfil · h1 blanques torre | a8 negres torre · b8 negres cavall · c8 negres alfil · d8 negres dama · e8 negres rei · f8 negres alfil · g8 negres cavall · h8 negres torre · a7 negres peó · b7 negres peó · c7 negres peó · d7 negres peó · e7 negres peó · f7 negres peó · g7 negres peó · h7 negres peó · f3 blanques cavall · a2 blanques peó · b2 blanques peó · c2 blanques peó · d2 blanques peó · e2 blanques peó · f2 blanques peó · g2 blanques peó · h2 blanques peó · a1 blanques torre · b1 blanques cavall · c1 blanques alfil · d1 blanques dama · e1 blanques rei · f1 blanques alfil · h1 blanques torre | a8 negres torre · b8 negres cavall · c8 negres alfil · d8 negres dama · e8 negres rei · f8 negres alfil · g8 negres cavall · h8 negres torre · a7 negres peó · b7 negres peó · c7 negres peó · d7 negres peó · e7 negres peó · f7 negres peó · g7 negres peó · h7 negres peó · f3 blanques cavall · a2 blanques peó · b2 blanques peó · c2 blanques peó · d2 blanques peó · e2 blanques peó · f2 blanques peó · g2 blanques peó · h2 blanques peó · a1 blanques torre · b1 blanques cavall · c1 blanques alfil · d1 blanques dama · e1 blanques rei · f1 blanques alfil · h1 blanques torre | a8 negres torre · b8 negres cavall · c8 negres alfil · d8 negres dama · e8 negres rei · f8 negres alfil · g8 negres cavall · h8 negres torre · a7 negres peó · b7 negres peó · c7 negres peó · d7 negres peó · e7 negres peó · f7 negres peó · g7 negres peó · h7 negres peó · f3 blanques cavall · a2 blanques peó · b2 blanques peó · c2 blanques peó · d2 blanques peó · e2 blanques peó · f2 blanques peó · g2 blanques peó · h2 blanques peó · a1 blanques torre · b1 blanques cavall · c1 blanques alfil · d1 blanques dama · e1 blanques rei · f1 blanques alfil · h1 blanques torre | a8 negres torre · b8 negres cavall · c8 negres alfil · d8 negres dama · e8 negres rei · f8 negres alfil · g8 negres cavall · h8 negres torre · a7 negres peó · b7 negres peó · c7 negres peó · d7 negres peó · e7 negres peó · f7 negres peó · g7 negres peó · h7 negres peó · f3 blanques cavall · a2 blanques peó · b2 blanques peó · c2 blanques peó · d2 blanques peó · e2 blanques peó · f2 blanques peó · g2 blanques peó · h2 blanques peó · a1 blanques torre · b1 blanques cavall · c1 blanques alfil · d1 blanques dama · e1 blanques rei · f1 blanques alfil · h1 blanques torre | a8 negres torre · b8 negres cavall · c8 negres alfil · d8 negres dama · e8 negres rei · f8 negres alfil · g8 negres cavall · h8 negres torre · a7 negres peó · b7 negres peó · c7 negres peó · d7 negres peó · e7 negres peó · f7 negres peó · g7 negres peó · h7 negres peó · f3 blanques cavall · a2 blanques peó · b2 blanques peó · c2 blanques peó · d2 blanques peó · e2 blanques peó · f2 blanques peó · g2 blanques peó · h2 blanques peó · a1 blanques torre · b1 blanques cavall · c1 blanques alfil · d1 blanques dama · e1 blanques rei · f1 blanques alfil · h1 blanques torre | 2 |
| 1 | a8 negres torre · b8 negres cavall · c8 negres alfil · d8 negres dama · e8 negres rei · f8 negres alfil · g8 negres cavall · h8 negres torre · a7 negres peó · b7 negres peó · c7 negres peó · d7 negres peó · e7 negres peó · f7 negres peó · g7 negres peó · h7 negres peó · f3 blanques cavall · a2 blanques peó · b2 blanques peó · c2 blanques peó · d2 blanques peó · e2 blanques peó · f2 blanques peó · g2 blanques peó · h2 blanques peó · a1 blanques torre · b1 blanques cavall · c1 blanques alfil · d1 blanques dama · e1 blanques rei · f1 blanques alfil · h1 blanques torre | a8 negres torre · b8 negres cavall · c8 negres alfil · d8 negres dama · e8 negres rei · f8 negres alfil · g8 negres cavall · h8 negres torre · a7 negres peó · b7 negres peó · c7 negres peó · d7 negres peó · e7 negres peó · f7 negres peó · g7 negres peó · h7 negres peó · f3 blanques cavall · a2 blanques peó · b2 blanques peó · c2 blanques peó · d2 blanques peó · e2 blanques peó · f2 blanques peó · g2 blanques peó · h2 blanques peó · a1 blanques torre · b1 blanques cavall · c1 blanques alfil · d1 blanques dama · e1 blanques rei · f1 blanques alfil · h1 blanques torre | a8 negres torre · b8 negres cavall · c8 negres alfil · d8 negres dama · e8 negres rei · f8 negres alfil · g8 negres cavall · h8 negres torre · a7 negres peó · b7 negres peó · c7 negres peó · d7 negres peó · e7 negres peó · f7 negres peó · g7 negres peó · h7 negres peó · f3 blanques cavall · a2 blanques peó · b2 blanques peó · c2 blanques peó · d2 blanques peó · e2 blanques peó · f2 blanques peó · g2 blanques peó · h2 blanques peó · a1 blanques torre · b1 blanques cavall · c1 blanques alfil · d1 blanques dama · e1 blanques rei · f1 blanques alfil · h1 blanques torre | a8 negres torre · b8 negres cavall · c8 negres alfil · d8 negres dama · e8 negres rei · f8 negres alfil · g8 negres cavall · h8 negres torre · a7 negres peó · b7 negres peó · c7 negres peó · d7 negres peó · e7 negres peó · f7 negres peó · g7 negres peó · h7 negres peó · f3 blanques cavall · a2 blanques peó · b2 blanques peó · c2 blanques peó · d2 blanques peó · e2 blanques peó · f2 blanques peó · g2 blanques peó · h2 blanques peó · a1 blanques torre · b1 blanques cavall · c1 blanques alfil · d1 blanques dama · e1 blanques rei · f1 blanques alfil · h1 blanques torre | a8 negres torre · b8 negres cavall · c8 negres alfil · d8 negres dama · e8 negres rei · f8 negres alfil · g8 negres cavall · h8 negres torre · a7 negres peó · b7 negres peó · c7 negres peó · d7 negres peó · e7 negres peó · f7 negres peó · g7 negres peó · h7 negres peó · f3 blanques cavall · a2 blanques peó · b2 blanques peó · c2 blanques peó · d2 blanques peó · e2 blanques peó · f2 blanques peó · g2 blanques peó · h2 blanques peó · a1 blanques torre · b1 blanques cavall · c1 blanques alfil · d1 blanques dama · e1 blanques rei · f1 blanques alfil · h1 blanques torre | a8 negres torre · b8 negres cavall · c8 negres alfil · d8 negres dama · e8 negres rei · f8 negres alfil · g8 negres cavall · h8 negres torre · a7 negres peó · b7 negres peó · c7 negres peó · d7 negres peó · e7 negres peó · f7 negres peó · g7 negres peó · h7 negres peó · f3 blanques cavall · a2 blanques peó · b2 blanques peó · c2 blanques peó · d2 blanques peó · e2 blanques peó · f2 blanques peó · g2 blanques peó · h2 blanques peó · a1 blanques torre · b1 blanques cavall · c1 blanques alfil · d1 blanques dama · e1 blanques rei · f1 blanques alfil · h1 blanques torre | a8 negres torre · b8 negres cavall · c8 negres alfil · d8 negres dama · e8 negres rei · f8 negres alfil · g8 negres cavall · h8 negres torre · a7 negres peó · b7 negres peó · c7 negres peó · d7 negres peó · e7 negres peó · f7 negres peó · g7 negres peó · h7 negres peó · f3 blanques cavall · a2 blanques peó · b2 blanques peó · c2 blanques peó · d2 blanques peó · e2 blanques peó · f2 blanques peó · g2 blanques peó · h2 blanques peó · a1 blanques torre · b1 blanques cavall · c1 blanques alfil · d1 blanques dama · e1 blanques rei · f1 blanques alfil · h1 blanques torre | a8 negres torre · b8 negres cavall · c8 negres alfil · d8 negres dama · e8 negres rei · f8 negres alfil · g8 negres cavall · h8 negres torre · a7 negres peó · b7 negres peó · c7 negres peó · d7 negres peó · e7 negres peó · f7 negres peó · g7 negres peó · h7 negres peó · f3 blanques cavall · a2 blanques peó · b2 blanques peó · c2 blanques peó · d2 blanques peó · e2 blanques peó · f2 blanques peó · g2 blanques peó · h2 blanques peó · a1 blanques torre · b1 blanques cavall · c1 blanques alfil · d1 blanques dama · e1 blanques rei · f1 blanques alfil · h1 blanques torre | 1 |
|   | a | b | c | d | e | f | g | h |   |

|   | a | b | c | d | e | f | g | h |   |
| 8 | e4 blanques peó · d3 blanques peó · f3 blanques cavall · g3 blanques peó · a2 blanques peó · b2 blanques peó · c2 blanques peó · d2 blanques cavall · f2 blanques peó · g2 blanques alfil · h2 blanques peó · a1 blanques torre · c1 blanques alfil · d1 blanques dama · f1 blanques torre · g1 blanques rei | e4 blanques peó · d3 blanques peó · f3 blanques cavall · g3 blanques peó · a2 blanques peó · b2 blanques peó · c2 blanques peó · d2 blanques cavall · f2 blanques peó · g2 blanques alfil · h2 blanques peó · a1 blanques torre · c1 blanques alfil · d1 blanques dama · f1 blanques torre · g1 blanques rei | e4 blanques peó · d3 blanques peó · f3 blanques cavall · g3 blanques peó · a2 blanques peó · b2 blanques peó · c2 blanques peó · d2 blanques cavall · f2 blanques peó · g2 blanques alfil · h2 blanques peó · a1 blanques torre · c1 blanques alfil · d1 blanques dama · f1 blanques torre · g1 blanques rei | e4 blanques peó · d3 blanques peó · f3 blanques cavall · g3 blanques peó · a2 blanques peó · b2 blanques peó · c2 blanques peó · d2 blanques cavall · f2 blanques peó · g2 blanques alfil · h2 blanques peó · a1 blanques torre · c1 blanques alfil · d1 blanques dama · f1 blanques torre · g1 blanques rei | e4 blanques peó · d3 blanques peó · f3 blanques cavall · g3 blanques peó · a2 blanques peó · b2 blanques peó · c2 blanques peó · d2 blanques cavall · f2 blanques peó · g2 blanques alfil · h2 blanques peó · a1 blanques torre · c1 blanques alfil · d1 blanques dama · f1 blanques torre · g1 blanques rei | e4 blanques peó · d3 blanques peó · f3 blanques cavall · g3 blanques peó · a2 blanques peó · b2 blanques peó · c2 blanques peó · d2 blanques cavall · f2 blanques peó · g2 blanques alfil · h2 blanques peó · a1 blanques torre · c1 blanques alfil · d1 blanques dama · f1 blanques torre · g1 blanques rei | e4 blanques peó · d3 blanques peó · f3 blanques cavall · g3 blanques peó · a2 blanques peó · b2 blanques peó · c2 blanques peó · d2 blanques cavall · f2 blanques peó · g2 blanques alfil · h2 blanques peó · a1 blanques torre · c1 blanques alfil · d1 blanques dama · f1 blanques torre · g1 blanques rei | e4 blanques peó · d3 blanques peó · f3 blanques cavall · g3 blanques peó · a2 blanques peó · b2 blanques peó · c2 blanques peó · d2 blanques cavall · f2 blanques peó · g2 blanques alfil · h2 blanques peó · a1 blanques torre · c1 blanques alfil · d1 blanques dama · f1 blanques torre · g1 blanques rei | 8 |
| 7 | e4 blanques peó · d3 blanques peó · f3 blanques cavall · g3 blanques peó · a2 blanques peó · b2 blanques peó · c2 blanques peó · d2 blanques cavall · f2 blanques peó · g2 blanques alfil · h2 blanques peó · a1 blanques torre · c1 blanques alfil · d1 blanques dama · f1 blanques torre · g1 blanques rei | e4 blanques peó · d3 blanques peó · f3 blanques cavall · g3 blanques peó · a2 blanques peó · b2 blanques peó · c2 blanques peó · d2 blanques cavall · f2 blanques peó · g2 blanques alfil · h2 blanques peó · a1 blanques torre · c1 blanques alfil · d1 blanques dama · f1 blanques torre · g1 blanques rei | e4 blanques peó · d3 blanques peó · f3 blanques cavall · g3 blanques peó · a2 blanques peó · b2 blanques peó · c2 blanques peó · d2 blanques cavall · f2 blanques peó · g2 blanques alfil · h2 blanques peó · a1 blanques torre · c1 blanques alfil · d1 blanques dama · f1 blanques torre · g1 blanques rei | e4 blanques peó · d3 blanques peó · f3 blanques cavall · g3 blanques peó · a2 blanques peó · b2 blanques peó · c2 blanques peó · d2 blanques cavall · f2 blanques peó · g2 blanques alfil · h2 blanques peó · a1 blanques torre · c1 blanques alfil · d1 blanques dama · f1 blanques torre · g1 blanques rei | e4 blanques peó · d3 blanques peó · f3 blanques cavall · g3 blanques peó · a2 blanques peó · b2 blanques peó · c2 blanques peó · d2 blanques cavall · f2 blanques peó · g2 blanques alfil · h2 blanques peó · a1 blanques torre · c1 blanques alfil · d1 blanques dama · f1 blanques torre · g1 blanques rei | e4 blanques peó · d3 blanques peó · f3 blanques cavall · g3 blanques peó · a2 blanques peó · b2 blanques peó · c2 blanques peó · d2 blanques cavall · f2 blanques peó · g2 blanques alfil · h2 blanques peó · a1 blanques torre · c1 blanques alfil · d1 blanques dama · f1 blanques torre · g1 blanques rei | e4 blanques peó · d3 blanques peó · f3 blanques cavall · g3 blanques peó · a2 blanques peó · b2 blanques peó · c2 blanques peó · d2 blanques cavall · f2 blanques peó · g2 blanques alfil · h2 blanques peó · a1 blanques torre · c1 blanques alfil · d1 blanques dama · f1 blanques torre · g1 blanques rei | e4 blanques peó · d3 blanques peó · f3 blanques cavall · g3 blanques peó · a2 blanques peó · b2 blanques peó · c2 blanques peó · d2 blanques cavall · f2 blanques peó · g2 blanques alfil · h2 blanques peó · a1 blanques torre · c1 blanques alfil · d1 blanques dama · f1 blanques torre · g1 blanques rei | 7 |
| 6 | e4 blanques peó · d3 blanques peó · f3 blanques cavall · g3 blanques peó · a2 blanques peó · b2 blanques peó · c2 blanques peó · d2 blanques cavall · f2 blanques peó · g2 blanques alfil · h2 blanques peó · a1 blanques torre · c1 blanques alfil · d1 blanques dama · f1 blanques torre · g1 blanques rei | e4 blanques peó · d3 blanques peó · f3 blanques cavall · g3 blanques peó · a2 blanques peó · b2 blanques peó · c2 blanques peó · d2 blanques cavall · f2 blanques peó · g2 blanques alfil · h2 blanques peó · a1 blanques torre · c1 blanques alfil · d1 blanques dama · f1 blanques torre · g1 blanques rei | e4 blanques peó · d3 blanques peó · f3 blanques cavall · g3 blanques peó · a2 blanques peó · b2 blanques peó · c2 blanques peó · d2 blanques cavall · f2 blanques peó · g2 blanques alfil · h2 blanques peó · a1 blanques torre · c1 blanques alfil · d1 blanques dama · f1 blanques torre · g1 blanques rei | e4 blanques peó · d3 blanques peó · f3 blanques cavall · g3 blanques peó · a2 blanques peó · b2 blanques peó · c2 blanques peó · d2 blanques cavall · f2 blanques peó · g2 blanques alfil · h2 blanques peó · a1 blanques torre · c1 blanques alfil · d1 blanques dama · f1 blanques torre · g1 blanques rei | e4 blanques peó · d3 blanques peó · f3 blanques cavall · g3 blanques peó · a2 blanques peó · b2 blanques peó · c2 blanques peó · d2 blanques cavall · f2 blanques peó · g2 blanques alfil · h2 blanques peó · a1 blanques torre · c1 blanques alfil · d1 blanques dama · f1 blanques torre · g1 blanques rei | e4 blanques peó · d3 blanques peó · f3 blanques cavall · g3 blanques peó · a2 blanques peó · b2 blanques peó · c2 blanques peó · d2 blanques cavall · f2 blanques peó · g2 blanques alfil · h2 blanques peó · a1 blanques torre · c1 blanques alfil · d1 blanques dama · f1 blanques torre · g1 blanques rei | e4 blanques peó · d3 blanques peó · f3 blanques cavall · g3 blanques peó · a2 blanques peó · b2 blanques peó · c2 blanques peó · d2 blanques cavall · f2 blanques peó · g2 blanques alfil · h2 blanques peó · a1 blanques torre · c1 blanques alfil · d1 blanques dama · f1 blanques torre · g1 blanques rei | e4 blanques peó · d3 blanques peó · f3 blanques cavall · g3 blanques peó · a2 blanques peó · b2 blanques peó · c2 blanques peó · d2 blanques cavall · f2 blanques peó · g2 blanques alfil · h2 blanques peó · a1 blanques torre · c1 blanques alfil · d1 blanques dama · f1 blanques torre · g1 blanques rei | 6 |
| 5 | e4 blanques peó · d3 blanques peó · f3 blanques cavall · g3 blanques peó · a2 blanques peó · b2 blanques peó · c2 blanques peó · d2 blanques cavall · f2 blanques peó · g2 blanques alfil · h2 blanques peó · a1 blanques torre · c1 blanques alfil · d1 blanques dama · f1 blanques torre · g1 blanques rei | e4 blanques peó · d3 blanques peó · f3 blanques cavall · g3 blanques peó · a2 blanques peó · b2 blanques peó · c2 blanques peó · d2 blanques cavall · f2 blanques peó · g2 blanques alfil · h2 blanques peó · a1 blanques torre · c1 blanques alfil · d1 blanques dama · f1 blanques torre · g1 blanques rei | e4 blanques peó · d3 blanques peó · f3 blanques cavall · g3 blanques peó · a2 blanques peó · b2 blanques peó · c2 blanques peó · d2 blanques cavall · f2 blanques peó · g2 blanques alfil · h2 blanques peó · a1 blanques torre · c1 blanques alfil · d1 blanques dama · f1 blanques torre · g1 blanques rei | e4 blanques peó · d3 blanques peó · f3 blanques cavall · g3 blanques peó · a2 blanques peó · b2 blanques peó · c2 blanques peó · d2 blanques cavall · f2 blanques peó · g2 blanques alfil · h2 blanques peó · a1 blanques torre · c1 blanques alfil · d1 blanques dama · f1 blanques torre · g1 blanques rei | e4 blanques peó · d3 blanques peó · f3 blanques cavall · g3 blanques peó · a2 blanques peó · b2 blanques peó · c2 blanques peó · d2 blanques cavall · f2 blanques peó · g2 blanques alfil · h2 blanques peó · a1 blanques torre · c1 blanques alfil · d1 blanques dama · f1 blanques torre · g1 blanques rei | e4 blanques peó · d3 blanques peó · f3 blanques cavall · g3 blanques peó · a2 blanques peó · b2 blanques peó · c2 blanques peó · d2 blanques cavall · f2 blanques peó · g2 blanques alfil · h2 blanques peó · a1 blanques torre · c1 blanques alfil · d1 blanques dama · f1 blanques torre · g1 blanques rei | e4 blanques peó · d3 blanques peó · f3 blanques cavall · g3 blanques peó · a2 blanques peó · b2 blanques peó · c2 blanques peó · d2 blanques cavall · f2 blanques peó · g2 blanques alfil · h2 blanques peó · a1 blanques torre · c1 blanques alfil · d1 blanques dama · f1 blanques torre · g1 blanques rei | e4 blanques peó · d3 blanques peó · f3 blanques cavall · g3 blanques peó · a2 blanques peó · b2 blanques peó · c2 blanques peó · d2 blanques cavall · f2 blanques peó · g2 blanques alfil · h2 blanques peó · a1 blanques torre · c1 blanques alfil · d1 blanques dama · f1 blanques torre · g1 blanques rei | 5 |
| 4 | e4 blanques peó · d3 blanques peó · f3 blanques cavall · g3 blanques peó · a2 blanques peó · b2 blanques peó · c2 blanques peó · d2 blanques cavall · f2 blanques peó · g2 blanques alfil · h2 blanques peó · a1 blanques torre · c1 blanques alfil · d1 blanques dama · f1 blanques torre · g1 blanques rei | e4 blanques peó · d3 blanques peó · f3 blanques cavall · g3 blanques peó · a2 blanques peó · b2 blanques peó · c2 blanques peó · d2 blanques cavall · f2 blanques peó · g2 blanques alfil · h2 blanques peó · a1 blanques torre · c1 blanques alfil · d1 blanques dama · f1 blanques torre · g1 blanques rei | e4 blanques peó · d3 blanques peó · f3 blanques cavall · g3 blanques peó · a2 blanques peó · b2 blanques peó · c2 blanques peó · d2 blanques cavall · f2 blanques peó · g2 blanques alfil · h2 blanques peó · a1 blanques torre · c1 blanques alfil · d1 blanques dama · f1 blanques torre · g1 blanques rei | e4 blanques peó · d3 blanques peó · f3 blanques cavall · g3 blanques peó · a2 blanques peó · b2 blanques peó · c2 blanques peó · d2 blanques cavall · f2 blanques peó · g2 blanques alfil · h2 blanques peó · a1 blanques torre · c1 blanques alfil · d1 blanques dama · f1 blanques torre · g1 blanques rei | e4 blanques peó · d3 blanques peó · f3 blanques cavall · g3 blanques peó · a2 blanques peó · b2 blanques peó · c2 blanques peó · d2 blanques cavall · f2 blanques peó · g2 blanques alfil · h2 blanques peó · a1 blanques torre · c1 blanques alfil · d1 blanques dama · f1 blanques torre · g1 blanques rei | e4 blanques peó · d3 blanques peó · f3 blanques cavall · g3 blanques peó · a2 blanques peó · b2 blanques peó · c2 blanques peó · d2 blanques cavall · f2 blanques peó · g2 blanques alfil · h2 blanques peó · a1 blanques torre · c1 blanques alfil · d1 blanques dama · f1 blanques torre · g1 blanques rei | e4 blanques peó · d3 blanques peó · f3 blanques cavall · g3 blanques peó · a2 blanques peó · b2 blanques peó · c2 blanques peó · d2 blanques cavall · f2 blanques peó · g2 blanques alfil · h2 blanques peó · a1 blanques torre · c1 blanques alfil · d1 blanques dama · f1 blanques torre · g1 blanques rei | e4 blanques peó · d3 blanques peó · f3 blanques cavall · g3 blanques peó · a2 blanques peó · b2 blanques peó · c2 blanques peó · d2 blanques cavall · f2 blanques peó · g2 blanques alfil · h2 blanques peó · a1 blanques torre · c1 blanques alfil · d1 blanques dama · f1 blanques torre · g1 blanques rei | 4 |
| 3 | e4 blanques peó · d3 blanques peó · f3 blanques cavall · g3 blanques peó · a2 blanques peó · b2 blanques peó · c2 blanques peó · d2 blanques cavall · f2 blanques peó · g2 blanques alfil · h2 blanques peó · a1 blanques torre · c1 blanques alfil · d1 blanques dama · f1 blanques torre · g1 blanques rei | e4 blanques peó · d3 blanques peó · f3 blanques cavall · g3 blanques peó · a2 blanques peó · b2 blanques peó · c2 blanques peó · d2 blanques cavall · f2 blanques peó · g2 blanques alfil · h2 blanques peó · a1 blanques torre · c1 blanques alfil · d1 blanques dama · f1 blanques torre · g1 blanques rei | e4 blanques peó · d3 blanques peó · f3 blanques cavall · g3 blanques peó · a2 blanques peó · b2 blanques peó · c2 blanques peó · d2 blanques cavall · f2 blanques peó · g2 blanques alfil · h2 blanques peó · a1 blanques torre · c1 blanques alfil · d1 blanques dama · f1 blanques torre · g1 blanques rei | e4 blanques peó · d3 blanques peó · f3 blanques cavall · g3 blanques peó · a2 blanques peó · b2 blanques peó · c2 blanques peó · d2 blanques cavall · f2 blanques peó · g2 blanques alfil · h2 blanques peó · a1 blanques torre · c1 blanques alfil · d1 blanques dama · f1 blanques torre · g1 blanques rei | e4 blanques peó · d3 blanques peó · f3 blanques cavall · g3 blanques peó · a2 blanques peó · b2 blanques peó · c2 blanques peó · d2 blanques cavall · f2 blanques peó · g2 blanques alfil · h2 blanques peó · a1 blanques torre · c1 blanques alfil · d1 blanques dama · f1 blanques torre · g1 blanques rei | e4 blanques peó · d3 blanques peó · f3 blanques cavall · g3 blanques peó · a2 blanques peó · b2 blanques peó · c2 blanques peó · d2 blanques cavall · f2 blanques peó · g2 blanques alfil · h2 blanques peó · a1 blanques torre · c1 blanques alfil · d1 blanques dama · f1 blanques torre · g1 blanques rei | e4 blanques peó · d3 blanques peó · f3 blanques cavall · g3 blanques peó · a2 blanques peó · b2 blanques peó · c2 blanques peó · d2 blanques cavall · f2 blanques peó · g2 blanques alfil · h2 blanques peó · a1 blanques torre · c1 blanques alfil · d1 blanques dama · f1 blanques torre · g1 blanques rei | e4 blanques peó · d3 blanques peó · f3 blanques cavall · g3 blanques peó · a2 blanques peó · b2 blanques peó · c2 blanques peó · d2 blanques cavall · f2 blanques peó · g2 blanques alfil · h2 blanques peó · a1 blanques torre · c1 blanques alfil · d1 blanques dama · f1 blanques torre · g1 blanques rei | 3 |
| 2 | e4 blanques peó · d3 blanques peó · f3 blanques cavall · g3 blanques peó · a2 blanques peó · b2 blanques peó · c2 blanques peó · d2 blanques cavall · f2 blanques peó · g2 blanques alfil · h2 blanques peó · a1 blanques torre · c1 blanques alfil · d1 blanques dama · f1 blanques torre · g1 blanques rei | e4 blanques peó · d3 blanques peó · f3 blanques cavall · g3 blanques peó · a2 blanques peó · b2 blanques peó · c2 blanques peó · d2 blanques cavall · f2 blanques peó · g2 blanques alfil · h2 blanques peó · a1 blanques torre · c1 blanques alfil · d1 blanques dama · f1 blanques torre · g1 blanques rei | e4 blanques peó · d3 blanques peó · f3 blanques cavall · g3 blanques peó · a2 blanques peó · b2 blanques peó · c2 blanques peó · d2 blanques cavall · f2 blanques peó · g2 blanques alfil · h2 blanques peó · a1 blanques torre · c1 blanques alfil · d1 blanques dama · f1 blanques torre · g1 blanques rei | e4 blanques peó · d3 blanques peó · f3 blanques cavall · g3 blanques peó · a2 blanques peó · b2 blanques peó · c2 blanques peó · d2 blanques cavall · f2 blanques peó · g2 blanques alfil · h2 blanques peó · a1 blanques torre · c1 blanques alfil · d1 blanques dama · f1 blanques torre · g1 blanques rei | e4 blanques peó · d3 blanques peó · f3 blanques cavall · g3 blanques peó · a2 blanques peó · b2 blanques peó · c2 blanques peó · d2 blanques cavall · f2 blanques peó · g2 blanques alfil · h2 blanques peó · a1 blanques torre · c1 blanques alfil · d1 blanques dama · f1 blanques torre · g1 blanques rei | e4 blanques peó · d3 blanques peó · f3 blanques cavall · g3 blanques peó · a2 blanques peó · b2 blanques peó · c2 blanques peó · d2 blanques cavall · f2 blanques peó · g2 blanques alfil · h2 blanques peó · a1 blanques torre · c1 blanques alfil · d1 blanques dama · f1 blanques torre · g1 blanques rei | e4 blanques peó · d3 blanques peó · f3 blanques cavall · g3 blanques peó · a2 blanques peó · b2 blanques peó · c2 blanques peó · d2 blanques cavall · f2 blanques peó · g2 blanques alfil · h2 blanques peó · a1 blanques torre · c1 blanques alfil · d1 blanques dama · f1 blanques torre · g1 blanques rei | e4 blanques peó · d3 blanques peó · f3 blanques cavall · g3 blanques peó · a2 blanques peó · b2 blanques peó · c2 blanques peó · d2 blanques cavall · f2 blanques peó · g2 blanques alfil · h2 blanques peó · a1 blanques torre · c1 blanques alfil · d1 blanques dama · f1 blanques torre · g1 blanques rei | 2 |
| 1 | e4 blanques peó · d3 blanques peó · f3 blanques cavall · g3 blanques peó · a2 blanques peó · b2 blanques peó · c2 blanques peó · d2 blanques cavall · f2 blanques peó · g2 blanques alfil · h2 blanques peó · a1 blanques torre · c1 blanques alfil · d1 blanques dama · f1 blanques torre · g1 blanques rei | e4 blanques peó · d3 blanques peó · f3 blanques cavall · g3 blanques peó · a2 blanques peó · b2 blanques peó · c2 blanques peó · d2 blanques cavall · f2 blanques peó · g2 blanques alfil · h2 blanques peó · a1 blanques torre · c1 blanques alfil · d1 blanques dama · f1 blanques torre · g1 blanques rei | e4 blanques peó · d3 blanques peó · f3 blanques cavall · g3 blanques peó · a2 blanques peó · b2 blanques peó · c2 blanques peó · d2 blanques cavall · f2 blanques peó · g2 blanques alfil · h2 blanques peó · a1 blanques torre · c1 blanques alfil · d1 blanques dama · f1 blanques torre · g1 blanques rei | e4 blanques peó · d3 blanques peó · f3 blanques cavall · g3 blanques peó · a2 blanques peó · b2 blanques peó · c2 blanques peó · d2 blanques cavall · f2 blanques peó · g2 blanques alfil · h2 blanques peó · a1 blanques torre · c1 blanques alfil · d1 blanques dama · f1 blanques torre · g1 blanques rei | e4 blanques peó · d3 blanques peó · f3 blanques cavall · g3 blanques peó · a2 blanques peó · b2 blanques peó · c2 blanques peó · d2 blanques cavall · f2 blanques peó · g2 blanques alfil · h2 blanques peó · a1 blanques torre · c1 blanques alfil · d1 blanques dama · f1 blanques torre · g1 blanques rei | e4 blanques peó · d3 blanques peó · f3 blanques cavall · g3 blanques peó · a2 blanques peó · b2 blanques peó · c2 blanques peó · d2 blanques cavall · f2 blanques peó · g2 blanques alfil · h2 blanques peó · a1 blanques torre · c1 blanques alfil · d1 blanques dama · f1 blanques torre · g1 blanques rei | e4 blanques peó · d3 blanques peó · f3 blanques cavall · g3 blanques peó · a2 blanques peó · b2 blanques peó · c2 blanques peó · d2 blanques cavall · f2 blanques peó · g2 blanques alfil · h2 blanques peó · a1 blanques torre · c1 blanques alfil · d1 blanques dama · f1 blanques torre · g1 blanques rei | e4 blanques peó · d3 blanques peó · f3 blanques cavall · g3 blanques peó · a2 blanques peó · b2 blanques peó · c2 blanques peó · d2 blanques cavall · f2 blanques peó · g2 blanques alfil · h2 blanques peó · a1 blanques torre · c1 blanques alfil · d1 blanques dama · f1 blanques torre · g1 blanques rei | 1 |
|   | a | b | c | d | e | f | g | h |   |

|   | a | b | c | d | e | f | g | h |   |
| 8 | a8 negres torre · b8 negres cavall · c8 negres alfil · d8 negres dama · e8 negres rei · f8 negres alfil · g8 negres cavall · h8 negres torre · a7 negres peó · b7 negres peó · c7 negres peó · d7 negres peó · e7 negres peó · f7 negres peó · g7 negres peó · h7 negres peó · c4 blanques peó · a2 blanques peó · b2 blanques peó · d2 blanques peó · e2 blanques peó · f2 blanques peó · g2 blanques peó · h2 blanques peó · a1 blanques torre · b1 blanques cavall · c1 blanques alfil · d1 blanques dama · e1 blanques rei · f1 blanques alfil · g1 blanques cavall · h1 blanques torre | a8 negres torre · b8 negres cavall · c8 negres alfil · d8 negres dama · e8 negres rei · f8 negres alfil · g8 negres cavall · h8 negres torre · a7 negres peó · b7 negres peó · c7 negres peó · d7 negres peó · e7 negres peó · f7 negres peó · g7 negres peó · h7 negres peó · c4 blanques peó · a2 blanques peó · b2 blanques peó · d2 blanques peó · e2 blanques peó · f2 blanques peó · g2 blanques peó · h2 blanques peó · a1 blanques torre · b1 blanques cavall · c1 blanques alfil · d1 blanques dama · e1 blanques rei · f1 blanques alfil · g1 blanques cavall · h1 blanques torre | a8 negres torre · b8 negres cavall · c8 negres alfil · d8 negres dama · e8 negres rei · f8 negres alfil · g8 negres cavall · h8 negres torre · a7 negres peó · b7 negres peó · c7 negres peó · d7 negres peó · e7 negres peó · f7 negres peó · g7 negres peó · h7 negres peó · c4 blanques peó · a2 blanques peó · b2 blanques peó · d2 blanques peó · e2 blanques peó · f2 blanques peó · g2 blanques peó · h2 blanques peó · a1 blanques torre · b1 blanques cavall · c1 blanques alfil · d1 blanques dama · e1 blanques rei · f1 blanques alfil · g1 blanques cavall · h1 blanques torre | a8 negres torre · b8 negres cavall · c8 negres alfil · d8 negres dama · e8 negres rei · f8 negres alfil · g8 negres cavall · h8 negres torre · a7 negres peó · b7 negres peó · c7 negres peó · d7 negres peó · e7 negres peó · f7 negres peó · g7 negres peó · h7 negres peó · c4 blanques peó · a2 blanques peó · b2 blanques peó · d2 blanques peó · e2 blanques peó · f2 blanques peó · g2 blanques peó · h2 blanques peó · a1 blanques torre · b1 blanques cavall · c1 blanques alfil · d1 blanques dama · e1 blanques rei · f1 blanques alfil · g1 blanques cavall · h1 blanques torre | a8 negres torre · b8 negres cavall · c8 negres alfil · d8 negres dama · e8 negres rei · f8 negres alfil · g8 negres cavall · h8 negres torre · a7 negres peó · b7 negres peó · c7 negres peó · d7 negres peó · e7 negres peó · f7 negres peó · g7 negres peó · h7 negres peó · c4 blanques peó · a2 blanques peó · b2 blanques peó · d2 blanques peó · e2 blanques peó · f2 blanques peó · g2 blanques peó · h2 blanques peó · a1 blanques torre · b1 blanques cavall · c1 blanques alfil · d1 blanques dama · e1 blanques rei · f1 blanques alfil · g1 blanques cavall · h1 blanques torre | a8 negres torre · b8 negres cavall · c8 negres alfil · d8 negres dama · e8 negres rei · f8 negres alfil · g8 negres cavall · h8 negres torre · a7 negres peó · b7 negres peó · c7 negres peó · d7 negres peó · e7 negres peó · f7 negres peó · g7 negres peó · h7 negres peó · c4 blanques peó · a2 blanques peó · b2 blanques peó · d2 blanques peó · e2 blanques peó · f2 blanques peó · g2 blanques peó · h2 blanques peó · a1 blanques torre · b1 blanques cavall · c1 blanques alfil · d1 blanques dama · e1 blanques rei · f1 blanques alfil · g1 blanques cavall · h1 blanques torre | a8 negres torre · b8 negres cavall · c8 negres alfil · d8 negres dama · e8 negres rei · f8 negres alfil · g8 negres cavall · h8 negres torre · a7 negres peó · b7 negres peó · c7 negres peó · d7 negres peó · e7 negres peó · f7 negres peó · g7 negres peó · h7 negres peó · c4 blanques peó · a2 blanques peó · b2 blanques peó · d2 blanques peó · e2 blanques peó · f2 blanques peó · g2 blanques peó · h2 blanques peó · a1 blanques torre · b1 blanques cavall · c1 blanques alfil · d1 blanques dama · e1 blanques rei · f1 blanques alfil · g1 blanques cavall · h1 blanques torre | a8 negres torre · b8 negres cavall · c8 negres alfil · d8 negres dama · e8 negres rei · f8 negres alfil · g8 negres cavall · h8 negres torre · a7 negres peó · b7 negres peó · c7 negres peó · d7 negres peó · e7 negres peó · f7 negres peó · g7 negres peó · h7 negres peó · c4 blanques peó · a2 blanques peó · b2 blanques peó · d2 blanques peó · e2 blanques peó · f2 blanques peó · g2 blanques peó · h2 blanques peó · a1 blanques torre · b1 blanques cavall · c1 blanques alfil · d1 blanques dama · e1 blanques rei · f1 blanques alfil · g1 blanques cavall · h1 blanques torre | 8 |
| 7 | a8 negres torre · b8 negres cavall · c8 negres alfil · d8 negres dama · e8 negres rei · f8 negres alfil · g8 negres cavall · h8 negres torre · a7 negres peó · b7 negres peó · c7 negres peó · d7 negres peó · e7 negres peó · f7 negres peó · g7 negres peó · h7 negres peó · c4 blanques peó · a2 blanques peó · b2 blanques peó · d2 blanques peó · e2 blanques peó · f2 blanques peó · g2 blanques peó · h2 blanques peó · a1 blanques torre · b1 blanques cavall · c1 blanques alfil · d1 blanques dama · e1 blanques rei · f1 blanques alfil · g1 blanques cavall · h1 blanques torre | a8 negres torre · b8 negres cavall · c8 negres alfil · d8 negres dama · e8 negres rei · f8 negres alfil · g8 negres cavall · h8 negres torre · a7 negres peó · b7 negres peó · c7 negres peó · d7 negres peó · e7 negres peó · f7 negres peó · g7 negres peó · h7 negres peó · c4 blanques peó · a2 blanques peó · b2 blanques peó · d2 blanques peó · e2 blanques peó · f2 blanques peó · g2 blanques peó · h2 blanques peó · a1 blanques torre · b1 blanques cavall · c1 blanques alfil · d1 blanques dama · e1 blanques rei · f1 blanques alfil · g1 blanques cavall · h1 blanques torre | a8 negres torre · b8 negres cavall · c8 negres alfil · d8 negres dama · e8 negres rei · f8 negres alfil · g8 negres cavall · h8 negres torre · a7 negres peó · b7 negres peó · c7 negres peó · d7 negres peó · e7 negres peó · f7 negres peó · g7 negres peó · h7 negres peó · c4 blanques peó · a2 blanques peó · b2 blanques peó · d2 blanques peó · e2 blanques peó · f2 blanques peó · g2 blanques peó · h2 blanques peó · a1 blanques torre · b1 blanques cavall · c1 blanques alfil · d1 blanques dama · e1 blanques rei · f1 blanques alfil · g1 blanques cavall · h1 blanques torre | a8 negres torre · b8 negres cavall · c8 negres alfil · d8 negres dama · e8 negres rei · f8 negres alfil · g8 negres cavall · h8 negres torre · a7 negres peó · b7 negres peó · c7 negres peó · d7 negres peó · e7 negres peó · f7 negres peó · g7 negres peó · h7 negres peó · c4 blanques peó · a2 blanques peó · b2 blanques peó · d2 blanques peó · e2 blanques peó · f2 blanques peó · g2 blanques peó · h2 blanques peó · a1 blanques torre · b1 blanques cavall · c1 blanques alfil · d1 blanques dama · e1 blanques rei · f1 blanques alfil · g1 blanques cavall · h1 blanques torre | a8 negres torre · b8 negres cavall · c8 negres alfil · d8 negres dama · e8 negres rei · f8 negres alfil · g8 negres cavall · h8 negres torre · a7 negres peó · b7 negres peó · c7 negres peó · d7 negres peó · e7 negres peó · f7 negres peó · g7 negres peó · h7 negres peó · c4 blanques peó · a2 blanques peó · b2 blanques peó · d2 blanques peó · e2 blanques peó · f2 blanques peó · g2 blanques peó · h2 blanques peó · a1 blanques torre · b1 blanques cavall · c1 blanques alfil · d1 blanques dama · e1 blanques rei · f1 blanques alfil · g1 blanques cavall · h1 blanques torre | a8 negres torre · b8 negres cavall · c8 negres alfil · d8 negres dama · e8 negres rei · f8 negres alfil · g8 negres cavall · h8 negres torre · a7 negres peó · b7 negres peó · c7 negres peó · d7 negres peó · e7 negres peó · f7 negres peó · g7 negres peó · h7 negres peó · c4 blanques peó · a2 blanques peó · b2 blanques peó · d2 blanques peó · e2 blanques peó · f2 blanques peó · g2 blanques peó · h2 blanques peó · a1 blanques torre · b1 blanques cavall · c1 blanques alfil · d1 blanques dama · e1 blanques rei · f1 blanques alfil · g1 blanques cavall · h1 blanques torre | a8 negres torre · b8 negres cavall · c8 negres alfil · d8 negres dama · e8 negres rei · f8 negres alfil · g8 negres cavall · h8 negres torre · a7 negres peó · b7 negres peó · c7 negres peó · d7 negres peó · e7 negres peó · f7 negres peó · g7 negres peó · h7 negres peó · c4 blanques peó · a2 blanques peó · b2 blanques peó · d2 blanques peó · e2 blanques peó · f2 blanques peó · g2 blanques peó · h2 blanques peó · a1 blanques torre · b1 blanques cavall · c1 blanques alfil · d1 blanques dama · e1 blanques rei · f1 blanques alfil · g1 blanques cavall · h1 blanques torre | a8 negres torre · b8 negres cavall · c8 negres alfil · d8 negres dama · e8 negres rei · f8 negres alfil · g8 negres cavall · h8 negres torre · a7 negres peó · b7 negres peó · c7 negres peó · d7 negres peó · e7 negres peó · f7 negres peó · g7 negres peó · h7 negres peó · c4 blanques peó · a2 blanques peó · b2 blanques peó · d2 blanques peó · e2 blanques peó · f2 blanques peó · g2 blanques peó · h2 blanques peó · a1 blanques torre · b1 blanques cavall · c1 blanques alfil · d1 blanques dama · e1 blanques rei · f1 blanques alfil · g1 blanques cavall · h1 blanques torre | 7 |
| 6 | a8 negres torre · b8 negres cavall · c8 negres alfil · d8 negres dama · e8 negres rei · f8 negres alfil · g8 negres cavall · h8 negres torre · a7 negres peó · b7 negres peó · c7 negres peó · d7 negres peó · e7 negres peó · f7 negres peó · g7 negres peó · h7 negres peó · c4 blanques peó · a2 blanques peó · b2 blanques peó · d2 blanques peó · e2 blanques peó · f2 blanques peó · g2 blanques peó · h2 blanques peó · a1 blanques torre · b1 blanques cavall · c1 blanques alfil · d1 blanques dama · e1 blanques rei · f1 blanques alfil · g1 blanques cavall · h1 blanques torre | a8 negres torre · b8 negres cavall · c8 negres alfil · d8 negres dama · e8 negres rei · f8 negres alfil · g8 negres cavall · h8 negres torre · a7 negres peó · b7 negres peó · c7 negres peó · d7 negres peó · e7 negres peó · f7 negres peó · g7 negres peó · h7 negres peó · c4 blanques peó · a2 blanques peó · b2 blanques peó · d2 blanques peó · e2 blanques peó · f2 blanques peó · g2 blanques peó · h2 blanques peó · a1 blanques torre · b1 blanques cavall · c1 blanques alfil · d1 blanques dama · e1 blanques rei · f1 blanques alfil · g1 blanques cavall · h1 blanques torre | a8 negres torre · b8 negres cavall · c8 negres alfil · d8 negres dama · e8 negres rei · f8 negres alfil · g8 negres cavall · h8 negres torre · a7 negres peó · b7 negres peó · c7 negres peó · d7 negres peó · e7 negres peó · f7 negres peó · g7 negres peó · h7 negres peó · c4 blanques peó · a2 blanques peó · b2 blanques peó · d2 blanques peó · e2 blanques peó · f2 blanques peó · g2 blanques peó · h2 blanques peó · a1 blanques torre · b1 blanques cavall · c1 blanques alfil · d1 blanques dama · e1 blanques rei · f1 blanques alfil · g1 blanques cavall · h1 blanques torre | a8 negres torre · b8 negres cavall · c8 negres alfil · d8 negres dama · e8 negres rei · f8 negres alfil · g8 negres cavall · h8 negres torre · a7 negres peó · b7 negres peó · c7 negres peó · d7 negres peó · e7 negres peó · f7 negres peó · g7 negres peó · h7 negres peó · c4 blanques peó · a2 blanques peó · b2 blanques peó · d2 blanques peó · e2 blanques peó · f2 blanques peó · g2 blanques peó · h2 blanques peó · a1 blanques torre · b1 blanques cavall · c1 blanques alfil · d1 blanques dama · e1 blanques rei · f1 blanques alfil · g1 blanques cavall · h1 blanques torre | a8 negres torre · b8 negres cavall · c8 negres alfil · d8 negres dama · e8 negres rei · f8 negres alfil · g8 negres cavall · h8 negres torre · a7 negres peó · b7 negres peó · c7 negres peó · d7 negres peó · e7 negres peó · f7 negres peó · g7 negres peó · h7 negres peó · c4 blanques peó · a2 blanques peó · b2 blanques peó · d2 blanques peó · e2 blanques peó · f2 blanques peó · g2 blanques peó · h2 blanques peó · a1 blanques torre · b1 blanques cavall · c1 blanques alfil · d1 blanques dama · e1 blanques rei · f1 blanques alfil · g1 blanques cavall · h1 blanques torre | a8 negres torre · b8 negres cavall · c8 negres alfil · d8 negres dama · e8 negres rei · f8 negres alfil · g8 negres cavall · h8 negres torre · a7 negres peó · b7 negres peó · c7 negres peó · d7 negres peó · e7 negres peó · f7 negres peó · g7 negres peó · h7 negres peó · c4 blanques peó · a2 blanques peó · b2 blanques peó · d2 blanques peó · e2 blanques peó · f2 blanques peó · g2 blanques peó · h2 blanques peó · a1 blanques torre · b1 blanques cavall · c1 blanques alfil · d1 blanques dama · e1 blanques rei · f1 blanques alfil · g1 blanques cavall · h1 blanques torre | a8 negres torre · b8 negres cavall · c8 negres alfil · d8 negres dama · e8 negres rei · f8 negres alfil · g8 negres cavall · h8 negres torre · a7 negres peó · b7 negres peó · c7 negres peó · d7 negres peó · e7 negres peó · f7 negres peó · g7 negres peó · h7 negres peó · c4 blanques peó · a2 blanques peó · b2 blanques peó · d2 blanques peó · e2 blanques peó · f2 blanques peó · g2 blanques peó · h2 blanques peó · a1 blanques torre · b1 blanques cavall · c1 blanques alfil · d1 blanques dama · e1 blanques rei · f1 blanques alfil · g1 blanques cavall · h1 blanques torre | a8 negres torre · b8 negres cavall · c8 negres alfil · d8 negres dama · e8 negres rei · f8 negres alfil · g8 negres cavall · h8 negres torre · a7 negres peó · b7 negres peó · c7 negres peó · d7 negres peó · e7 negres peó · f7 negres peó · g7 negres peó · h7 negres peó · c4 blanques peó · a2 blanques peó · b2 blanques peó · d2 blanques peó · e2 blanques peó · f2 blanques peó · g2 blanques peó · h2 blanques peó · a1 blanques torre · b1 blanques cavall · c1 blanques alfil · d1 blanques dama · e1 blanques rei · f1 blanques alfil · g1 blanques cavall · h1 blanques torre | 6 |
| 5 | a8 negres torre · b8 negres cavall · c8 negres alfil · d8 negres dama · e8 negres rei · f8 negres alfil · g8 negres cavall · h8 negres torre · a7 negres peó · b7 negres peó · c7 negres peó · d7 negres peó · e7 negres peó · f7 negres peó · g7 negres peó · h7 negres peó · c4 blanques peó · a2 blanques peó · b2 blanques peó · d2 blanques peó · e2 blanques peó · f2 blanques peó · g2 blanques peó · h2 blanques peó · a1 blanques torre · b1 blanques cavall · c1 blanques alfil · d1 blanques dama · e1 blanques rei · f1 blanques alfil · g1 blanques cavall · h1 blanques torre | a8 negres torre · b8 negres cavall · c8 negres alfil · d8 negres dama · e8 negres rei · f8 negres alfil · g8 negres cavall · h8 negres torre · a7 negres peó · b7 negres peó · c7 negres peó · d7 negres peó · e7 negres peó · f7 negres peó · g7 negres peó · h7 negres peó · c4 blanques peó · a2 blanques peó · b2 blanques peó · d2 blanques peó · e2 blanques peó · f2 blanques peó · g2 blanques peó · h2 blanques peó · a1 blanques torre · b1 blanques cavall · c1 blanques alfil · d1 blanques dama · e1 blanques rei · f1 blanques alfil · g1 blanques cavall · h1 blanques torre | a8 negres torre · b8 negres cavall · c8 negres alfil · d8 negres dama · e8 negres rei · f8 negres alfil · g8 negres cavall · h8 negres torre · a7 negres peó · b7 negres peó · c7 negres peó · d7 negres peó · e7 negres peó · f7 negres peó · g7 negres peó · h7 negres peó · c4 blanques peó · a2 blanques peó · b2 blanques peó · d2 blanques peó · e2 blanques peó · f2 blanques peó · g2 blanques peó · h2 blanques peó · a1 blanques torre · b1 blanques cavall · c1 blanques alfil · d1 blanques dama · e1 blanques rei · f1 blanques alfil · g1 blanques cavall · h1 blanques torre | a8 negres torre · b8 negres cavall · c8 negres alfil · d8 negres dama · e8 negres rei · f8 negres alfil · g8 negres cavall · h8 negres torre · a7 negres peó · b7 negres peó · c7 negres peó · d7 negres peó · e7 negres peó · f7 negres peó · g7 negres peó · h7 negres peó · c4 blanques peó · a2 blanques peó · b2 blanques peó · d2 blanques peó · e2 blanques peó · f2 blanques peó · g2 blanques peó · h2 blanques peó · a1 blanques torre · b1 blanques cavall · c1 blanques alfil · d1 blanques dama · e1 blanques rei · f1 blanques alfil · g1 blanques cavall · h1 blanques torre | a8 negres torre · b8 negres cavall · c8 negres alfil · d8 negres dama · e8 negres rei · f8 negres alfil · g8 negres cavall · h8 negres torre · a7 negres peó · b7 negres peó · c7 negres peó · d7 negres peó · e7 negres peó · f7 negres peó · g7 negres peó · h7 negres peó · c4 blanques peó · a2 blanques peó · b2 blanques peó · d2 blanques peó · e2 blanques peó · f2 blanques peó · g2 blanques peó · h2 blanques peó · a1 blanques torre · b1 blanques cavall · c1 blanques alfil · d1 blanques dama · e1 blanques rei · f1 blanques alfil · g1 blanques cavall · h1 blanques torre | a8 negres torre · b8 negres cavall · c8 negres alfil · d8 negres dama · e8 negres rei · f8 negres alfil · g8 negres cavall · h8 negres torre · a7 negres peó · b7 negres peó · c7 negres peó · d7 negres peó · e7 negres peó · f7 negres peó · g7 negres peó · h7 negres peó · c4 blanques peó · a2 blanques peó · b2 blanques peó · d2 blanques peó · e2 blanques peó · f2 blanques peó · g2 blanques peó · h2 blanques peó · a1 blanques torre · b1 blanques cavall · c1 blanques alfil · d1 blanques dama · e1 blanques rei · f1 blanques alfil · g1 blanques cavall · h1 blanques torre | a8 negres torre · b8 negres cavall · c8 negres alfil · d8 negres dama · e8 negres rei · f8 negres alfil · g8 negres cavall · h8 negres torre · a7 negres peó · b7 negres peó · c7 negres peó · d7 negres peó · e7 negres peó · f7 negres peó · g7 negres peó · h7 negres peó · c4 blanques peó · a2 blanques peó · b2 blanques peó · d2 blanques peó · e2 blanques peó · f2 blanques peó · g2 blanques peó · h2 blanques peó · a1 blanques torre · b1 blanques cavall · c1 blanques alfil · d1 blanques dama · e1 blanques rei · f1 blanques alfil · g1 blanques cavall · h1 blanques torre | a8 negres torre · b8 negres cavall · c8 negres alfil · d8 negres dama · e8 negres rei · f8 negres alfil · g8 negres cavall · h8 negres torre · a7 negres peó · b7 negres peó · c7 negres peó · d7 negres peó · e7 negres peó · f7 negres peó · g7 negres peó · h7 negres peó · c4 blanques peó · a2 blanques peó · b2 blanques peó · d2 blanques peó · e2 blanques peó · f2 blanques peó · g2 blanques peó · h2 blanques peó · a1 blanques torre · b1 blanques cavall · c1 blanques alfil · d1 blanques dama · e1 blanques rei · f1 blanques alfil · g1 blanques cavall · h1 blanques torre | 5 |
| 4 | a8 negres torre · b8 negres cavall · c8 negres alfil · d8 negres dama · e8 negres rei · f8 negres alfil · g8 negres cavall · h8 negres torre · a7 negres peó · b7 negres peó · c7 negres peó · d7 negres peó · e7 negres peó · f7 negres peó · g7 negres peó · h7 negres peó · c4 blanques peó · a2 blanques peó · b2 blanques peó · d2 blanques peó · e2 blanques peó · f2 blanques peó · g2 blanques peó · h2 blanques peó · a1 blanques torre · b1 blanques cavall · c1 blanques alfil · d1 blanques dama · e1 blanques rei · f1 blanques alfil · g1 blanques cavall · h1 blanques torre | a8 negres torre · b8 negres cavall · c8 negres alfil · d8 negres dama · e8 negres rei · f8 negres alfil · g8 negres cavall · h8 negres torre · a7 negres peó · b7 negres peó · c7 negres peó · d7 negres peó · e7 negres peó · f7 negres peó · g7 negres peó · h7 negres peó · c4 blanques peó · a2 blanques peó · b2 blanques peó · d2 blanques peó · e2 blanques peó · f2 blanques peó · g2 blanques peó · h2 blanques peó · a1 blanques torre · b1 blanques cavall · c1 blanques alfil · d1 blanques dama · e1 blanques rei · f1 blanques alfil · g1 blanques cavall · h1 blanques torre | a8 negres torre · b8 negres cavall · c8 negres alfil · d8 negres dama · e8 negres rei · f8 negres alfil · g8 negres cavall · h8 negres torre · a7 negres peó · b7 negres peó · c7 negres peó · d7 negres peó · e7 negres peó · f7 negres peó · g7 negres peó · h7 negres peó · c4 blanques peó · a2 blanques peó · b2 blanques peó · d2 blanques peó · e2 blanques peó · f2 blanques peó · g2 blanques peó · h2 blanques peó · a1 blanques torre · b1 blanques cavall · c1 blanques alfil · d1 blanques dama · e1 blanques rei · f1 blanques alfil · g1 blanques cavall · h1 blanques torre | a8 negres torre · b8 negres cavall · c8 negres alfil · d8 negres dama · e8 negres rei · f8 negres alfil · g8 negres cavall · h8 negres torre · a7 negres peó · b7 negres peó · c7 negres peó · d7 negres peó · e7 negres peó · f7 negres peó · g7 negres peó · h7 negres peó · c4 blanques peó · a2 blanques peó · b2 blanques peó · d2 blanques peó · e2 blanques peó · f2 blanques peó · g2 blanques peó · h2 blanques peó · a1 blanques torre · b1 blanques cavall · c1 blanques alfil · d1 blanques dama · e1 blanques rei · f1 blanques alfil · g1 blanques cavall · h1 blanques torre | a8 negres torre · b8 negres cavall · c8 negres alfil · d8 negres dama · e8 negres rei · f8 negres alfil · g8 negres cavall · h8 negres torre · a7 negres peó · b7 negres peó · c7 negres peó · d7 negres peó · e7 negres peó · f7 negres peó · g7 negres peó · h7 negres peó · c4 blanques peó · a2 blanques peó · b2 blanques peó · d2 blanques peó · e2 blanques peó · f2 blanques peó · g2 blanques peó · h2 blanques peó · a1 blanques torre · b1 blanques cavall · c1 blanques alfil · d1 blanques dama · e1 blanques rei · f1 blanques alfil · g1 blanques cavall · h1 blanques torre | a8 negres torre · b8 negres cavall · c8 negres alfil · d8 negres dama · e8 negres rei · f8 negres alfil · g8 negres cavall · h8 negres torre · a7 negres peó · b7 negres peó · c7 negres peó · d7 negres peó · e7 negres peó · f7 negres peó · g7 negres peó · h7 negres peó · c4 blanques peó · a2 blanques peó · b2 blanques peó · d2 blanques peó · e2 blanques peó · f2 blanques peó · g2 blanques peó · h2 blanques peó · a1 blanques torre · b1 blanques cavall · c1 blanques alfil · d1 blanques dama · e1 blanques rei · f1 blanques alfil · g1 blanques cavall · h1 blanques torre | a8 negres torre · b8 negres cavall · c8 negres alfil · d8 negres dama · e8 negres rei · f8 negres alfil · g8 negres cavall · h8 negres torre · a7 negres peó · b7 negres peó · c7 negres peó · d7 negres peó · e7 negres peó · f7 negres peó · g7 negres peó · h7 negres peó · c4 blanques peó · a2 blanques peó · b2 blanques peó · d2 blanques peó · e2 blanques peó · f2 blanques peó · g2 blanques peó · h2 blanques peó · a1 blanques torre · b1 blanques cavall · c1 blanques alfil · d1 blanques dama · e1 blanques rei · f1 blanques alfil · g1 blanques cavall · h1 blanques torre | a8 negres torre · b8 negres cavall · c8 negres alfil · d8 negres dama · e8 negres rei · f8 negres alfil · g8 negres cavall · h8 negres torre · a7 negres peó · b7 negres peó · c7 negres peó · d7 negres peó · e7 negres peó · f7 negres peó · g7 negres peó · h7 negres peó · c4 blanques peó · a2 blanques peó · b2 blanques peó · d2 blanques peó · e2 blanques peó · f2 blanques peó · g2 blanques peó · h2 blanques peó · a1 blanques torre · b1 blanques cavall · c1 blanques alfil · d1 blanques dama · e1 blanques rei · f1 blanques alfil · g1 blanques cavall · h1 blanques torre | 4 |
| 3 | a8 negres torre · b8 negres cavall · c8 negres alfil · d8 negres dama · e8 negres rei · f8 negres alfil · g8 negres cavall · h8 negres torre · a7 negres peó · b7 negres peó · c7 negres peó · d7 negres peó · e7 negres peó · f7 negres peó · g7 negres peó · h7 negres peó · c4 blanques peó · a2 blanques peó · b2 blanques peó · d2 blanques peó · e2 blanques peó · f2 blanques peó · g2 blanques peó · h2 blanques peó · a1 blanques torre · b1 blanques cavall · c1 blanques alfil · d1 blanques dama · e1 blanques rei · f1 blanques alfil · g1 blanques cavall · h1 blanques torre | a8 negres torre · b8 negres cavall · c8 negres alfil · d8 negres dama · e8 negres rei · f8 negres alfil · g8 negres cavall · h8 negres torre · a7 negres peó · b7 negres peó · c7 negres peó · d7 negres peó · e7 negres peó · f7 negres peó · g7 negres peó · h7 negres peó · c4 blanques peó · a2 blanques peó · b2 blanques peó · d2 blanques peó · e2 blanques peó · f2 blanques peó · g2 blanques peó · h2 blanques peó · a1 blanques torre · b1 blanques cavall · c1 blanques alfil · d1 blanques dama · e1 blanques rei · f1 blanques alfil · g1 blanques cavall · h1 blanques torre | a8 negres torre · b8 negres cavall · c8 negres alfil · d8 negres dama · e8 negres rei · f8 negres alfil · g8 negres cavall · h8 negres torre · a7 negres peó · b7 negres peó · c7 negres peó · d7 negres peó · e7 negres peó · f7 negres peó · g7 negres peó · h7 negres peó · c4 blanques peó · a2 blanques peó · b2 blanques peó · d2 blanques peó · e2 blanques peó · f2 blanques peó · g2 blanques peó · h2 blanques peó · a1 blanques torre · b1 blanques cavall · c1 blanques alfil · d1 blanques dama · e1 blanques rei · f1 blanques alfil · g1 blanques cavall · h1 blanques torre | a8 negres torre · b8 negres cavall · c8 negres alfil · d8 negres dama · e8 negres rei · f8 negres alfil · g8 negres cavall · h8 negres torre · a7 negres peó · b7 negres peó · c7 negres peó · d7 negres peó · e7 negres peó · f7 negres peó · g7 negres peó · h7 negres peó · c4 blanques peó · a2 blanques peó · b2 blanques peó · d2 blanques peó · e2 blanques peó · f2 blanques peó · g2 blanques peó · h2 blanques peó · a1 blanques torre · b1 blanques cavall · c1 blanques alfil · d1 blanques dama · e1 blanques rei · f1 blanques alfil · g1 blanques cavall · h1 blanques torre | a8 negres torre · b8 negres cavall · c8 negres alfil · d8 negres dama · e8 negres rei · f8 negres alfil · g8 negres cavall · h8 negres torre · a7 negres peó · b7 negres peó · c7 negres peó · d7 negres peó · e7 negres peó · f7 negres peó · g7 negres peó · h7 negres peó · c4 blanques peó · a2 blanques peó · b2 blanques peó · d2 blanques peó · e2 blanques peó · f2 blanques peó · g2 blanques peó · h2 blanques peó · a1 blanques torre · b1 blanques cavall · c1 blanques alfil · d1 blanques dama · e1 blanques rei · f1 blanques alfil · g1 blanques cavall · h1 blanques torre | a8 negres torre · b8 negres cavall · c8 negres alfil · d8 negres dama · e8 negres rei · f8 negres alfil · g8 negres cavall · h8 negres torre · a7 negres peó · b7 negres peó · c7 negres peó · d7 negres peó · e7 negres peó · f7 negres peó · g7 negres peó · h7 negres peó · c4 blanques peó · a2 blanques peó · b2 blanques peó · d2 blanques peó · e2 blanques peó · f2 blanques peó · g2 blanques peó · h2 blanques peó · a1 blanques torre · b1 blanques cavall · c1 blanques alfil · d1 blanques dama · e1 blanques rei · f1 blanques alfil · g1 blanques cavall · h1 blanques torre | a8 negres torre · b8 negres cavall · c8 negres alfil · d8 negres dama · e8 negres rei · f8 negres alfil · g8 negres cavall · h8 negres torre · a7 negres peó · b7 negres peó · c7 negres peó · d7 negres peó · e7 negres peó · f7 negres peó · g7 negres peó · h7 negres peó · c4 blanques peó · a2 blanques peó · b2 blanques peó · d2 blanques peó · e2 blanques peó · f2 blanques peó · g2 blanques peó · h2 blanques peó · a1 blanques torre · b1 blanques cavall · c1 blanques alfil · d1 blanques dama · e1 blanques rei · f1 blanques alfil · g1 blanques cavall · h1 blanques torre | a8 negres torre · b8 negres cavall · c8 negres alfil · d8 negres dama · e8 negres rei · f8 negres alfil · g8 negres cavall · h8 negres torre · a7 negres peó · b7 negres peó · c7 negres peó · d7 negres peó · e7 negres peó · f7 negres peó · g7 negres peó · h7 negres peó · c4 blanques peó · a2 blanques peó · b2 blanques peó · d2 blanques peó · e2 blanques peó · f2 blanques peó · g2 blanques peó · h2 blanques peó · a1 blanques torre · b1 blanques cavall · c1 blanques alfil · d1 blanques dama · e1 blanques rei · f1 blanques alfil · g1 blanques cavall · h1 blanques torre | 3 |
| 2 | a8 negres torre · b8 negres cavall · c8 negres alfil · d8 negres dama · e8 negres rei · f8 negres alfil · g8 negres cavall · h8 negres torre · a7 negres peó · b7 negres peó · c7 negres peó · d7 negres peó · e7 negres peó · f7 negres peó · g7 negres peó · h7 negres peó · c4 blanques peó · a2 blanques peó · b2 blanques peó · d2 blanques peó · e2 blanques peó · f2 blanques peó · g2 blanques peó · h2 blanques peó · a1 blanques torre · b1 blanques cavall · c1 blanques alfil · d1 blanques dama · e1 blanques rei · f1 blanques alfil · g1 blanques cavall · h1 blanques torre | a8 negres torre · b8 negres cavall · c8 negres alfil · d8 negres dama · e8 negres rei · f8 negres alfil · g8 negres cavall · h8 negres torre · a7 negres peó · b7 negres peó · c7 negres peó · d7 negres peó · e7 negres peó · f7 negres peó · g7 negres peó · h7 negres peó · c4 blanques peó · a2 blanques peó · b2 blanques peó · d2 blanques peó · e2 blanques peó · f2 blanques peó · g2 blanques peó · h2 blanques peó · a1 blanques torre · b1 blanques cavall · c1 blanques alfil · d1 blanques dama · e1 blanques rei · f1 blanques alfil · g1 blanques cavall · h1 blanques torre | a8 negres torre · b8 negres cavall · c8 negres alfil · d8 negres dama · e8 negres rei · f8 negres alfil · g8 negres cavall · h8 negres torre · a7 negres peó · b7 negres peó · c7 negres peó · d7 negres peó · e7 negres peó · f7 negres peó · g7 negres peó · h7 negres peó · c4 blanques peó · a2 blanques peó · b2 blanques peó · d2 blanques peó · e2 blanques peó · f2 blanques peó · g2 blanques peó · h2 blanques peó · a1 blanques torre · b1 blanques cavall · c1 blanques alfil · d1 blanques dama · e1 blanques rei · f1 blanques alfil · g1 blanques cavall · h1 blanques torre | a8 negres torre · b8 negres cavall · c8 negres alfil · d8 negres dama · e8 negres rei · f8 negres alfil · g8 negres cavall · h8 negres torre · a7 negres peó · b7 negres peó · c7 negres peó · d7 negres peó · e7 negres peó · f7 negres peó · g7 negres peó · h7 negres peó · c4 blanques peó · a2 blanques peó · b2 blanques peó · d2 blanques peó · e2 blanques peó · f2 blanques peó · g2 blanques peó · h2 blanques peó · a1 blanques torre · b1 blanques cavall · c1 blanques alfil · d1 blanques dama · e1 blanques rei · f1 blanques alfil · g1 blanques cavall · h1 blanques torre | a8 negres torre · b8 negres cavall · c8 negres alfil · d8 negres dama · e8 negres rei · f8 negres alfil · g8 negres cavall · h8 negres torre · a7 negres peó · b7 negres peó · c7 negres peó · d7 negres peó · e7 negres peó · f7 negres peó · g7 negres peó · h7 negres peó · c4 blanques peó · a2 blanques peó · b2 blanques peó · d2 blanques peó · e2 blanques peó · f2 blanques peó · g2 blanques peó · h2 blanques peó · a1 blanques torre · b1 blanques cavall · c1 blanques alfil · d1 blanques dama · e1 blanques rei · f1 blanques alfil · g1 blanques cavall · h1 blanques torre | a8 negres torre · b8 negres cavall · c8 negres alfil · d8 negres dama · e8 negres rei · f8 negres alfil · g8 negres cavall · h8 negres torre · a7 negres peó · b7 negres peó · c7 negres peó · d7 negres peó · e7 negres peó · f7 negres peó · g7 negres peó · h7 negres peó · c4 blanques peó · a2 blanques peó · b2 blanques peó · d2 blanques peó · e2 blanques peó · f2 blanques peó · g2 blanques peó · h2 blanques peó · a1 blanques torre · b1 blanques cavall · c1 blanques alfil · d1 blanques dama · e1 blanques rei · f1 blanques alfil · g1 blanques cavall · h1 blanques torre | a8 negres torre · b8 negres cavall · c8 negres alfil · d8 negres dama · e8 negres rei · f8 negres alfil · g8 negres cavall · h8 negres torre · a7 negres peó · b7 negres peó · c7 negres peó · d7 negres peó · e7 negres peó · f7 negres peó · g7 negres peó · h7 negres peó · c4 blanques peó · a2 blanques peó · b2 blanques peó · d2 blanques peó · e2 blanques peó · f2 blanques peó · g2 blanques peó · h2 blanques peó · a1 blanques torre · b1 blanques cavall · c1 blanques alfil · d1 blanques dama · e1 blanques rei · f1 blanques alfil · g1 blanques cavall · h1 blanques torre | a8 negres torre · b8 negres cavall · c8 negres alfil · d8 negres dama · e8 negres rei · f8 negres alfil · g8 negres cavall · h8 negres torre · a7 negres peó · b7 negres peó · c7 negres peó · d7 negres peó · e7 negres peó · f7 negres peó · g7 negres peó · h7 negres peó · c4 blanques peó · a2 blanques peó · b2 blanques peó · d2 blanques peó · e2 blanques peó · f2 blanques peó · g2 blanques peó · h2 blanques peó · a1 blanques torre · b1 blanques cavall · c1 blanques alfil · d1 blanques dama · e1 blanques rei · f1 blanques alfil · g1 blanques cavall · h1 blanques torre | 2 |
| 1 | a8 negres torre · b8 negres cavall · c8 negres alfil · d8 negres dama · e8 negres rei · f8 negres alfil · g8 negres cavall · h8 negres torre · a7 negres peó · b7 negres peó · c7 negres peó · d7 negres peó · e7 negres peó · f7 negres peó · g7 negres peó · h7 negres peó · c4 blanques peó · a2 blanques peó · b2 blanques peó · d2 blanques peó · e2 blanques peó · f2 blanques peó · g2 blanques peó · h2 blanques peó · a1 blanques torre · b1 blanques cavall · c1 blanques alfil · d1 blanques dama · e1 blanques rei · f1 blanques alfil · g1 blanques cavall · h1 blanques torre | a8 negres torre · b8 negres cavall · c8 negres alfil · d8 negres dama · e8 negres rei · f8 negres alfil · g8 negres cavall · h8 negres torre · a7 negres peó · b7 negres peó · c7 negres peó · d7 negres peó · e7 negres peó · f7 negres peó · g7 negres peó · h7 negres peó · c4 blanques peó · a2 blanques peó · b2 blanques peó · d2 blanques peó · e2 blanques peó · f2 blanques peó · g2 blanques peó · h2 blanques peó · a1 blanques torre · b1 blanques cavall · c1 blanques alfil · d1 blanques dama · e1 blanques rei · f1 blanques alfil · g1 blanques cavall · h1 blanques torre | a8 negres torre · b8 negres cavall · c8 negres alfil · d8 negres dama · e8 negres rei · f8 negres alfil · g8 negres cavall · h8 negres torre · a7 negres peó · b7 negres peó · c7 negres peó · d7 negres peó · e7 negres peó · f7 negres peó · g7 negres peó · h7 negres peó · c4 blanques peó · a2 blanques peó · b2 blanques peó · d2 blanques peó · e2 blanques peó · f2 blanques peó · g2 blanques peó · h2 blanques peó · a1 blanques torre · b1 blanques cavall · c1 blanques alfil · d1 blanques dama · e1 blanques rei · f1 blanques alfil · g1 blanques cavall · h1 blanques torre | a8 negres torre · b8 negres cavall · c8 negres alfil · d8 negres dama · e8 negres rei · f8 negres alfil · g8 negres cavall · h8 negres torre · a7 negres peó · b7 negres peó · c7 negres peó · d7 negres peó · e7 negres peó · f7 negres peó · g7 negres peó · h7 negres peó · c4 blanques peó · a2 blanques peó · b2 blanques peó · d2 blanques peó · e2 blanques peó · f2 blanques peó · g2 blanques peó · h2 blanques peó · a1 blanques torre · b1 blanques cavall · c1 blanques alfil · d1 blanques dama · e1 blanques rei · f1 blanques alfil · g1 blanques cavall · h1 blanques torre | a8 negres torre · b8 negres cavall · c8 negres alfil · d8 negres dama · e8 negres rei · f8 negres alfil · g8 negres cavall · h8 negres torre · a7 negres peó · b7 negres peó · c7 negres peó · d7 negres peó · e7 negres peó · f7 negres peó · g7 negres peó · h7 negres peó · c4 blanques peó · a2 blanques peó · b2 blanques peó · d2 blanques peó · e2 blanques peó · f2 blanques peó · g2 blanques peó · h2 blanques peó · a1 blanques torre · b1 blanques cavall · c1 blanques alfil · d1 blanques dama · e1 blanques rei · f1 blanques alfil · g1 blanques cavall · h1 blanques torre | a8 negres torre · b8 negres cavall · c8 negres alfil · d8 negres dama · e8 negres rei · f8 negres alfil · g8 negres cavall · h8 negres torre · a7 negres peó · b7 negres peó · c7 negres peó · d7 negres peó · e7 negres peó · f7 negres peó · g7 negres peó · h7 negres peó · c4 blanques peó · a2 blanques peó · b2 blanques peó · d2 blanques peó · e2 blanques peó · f2 blanques peó · g2 blanques peó · h2 blanques peó · a1 blanques torre · b1 blanques cavall · c1 blanques alfil · d1 blanques dama · e1 blanques rei · f1 blanques alfil · g1 blanques cavall · h1 blanques torre | a8 negres torre · b8 negres cavall · c8 negres alfil · d8 negres dama · e8 negres rei · f8 negres alfil · g8 negres cavall · h8 negres torre · a7 negres peó · b7 negres peó · c7 negres peó · d7 negres peó · e7 negres peó · f7 negres peó · g7 negres peó · h7 negres peó · c4 blanques peó · a2 blanques peó · b2 blanques peó · d2 blanques peó · e2 blanques peó · f2 blanques peó · g2 blanques peó · h2 blanques peó · a1 blanques torre · b1 blanques cavall · c1 blanques alfil · d1 blanques dama · e1 blanques rei · f1 blanques alfil · g1 blanques cavall · h1 blanques torre | a8 negres torre · b8 negres cavall · c8 negres alfil · d8 negres dama · e8 negres rei · f8 negres alfil · g8 negres cavall · h8 negres torre · a7 negres peó · b7 negres peó · c7 negres peó · d7 negres peó · e7 negres peó · f7 negres peó · g7 negres peó · h7 negres peó · c4 blanques peó · a2 blanques peó · b2 blanques peó · d2 blanques peó · e2 blanques peó · f2 blanques peó · g2 blanques peó · h2 blanques peó · a1 blanques torre · b1 blanques cavall · c1 blanques alfil · d1 blanques dama · e1 blanques rei · f1 blanques alfil · g1 blanques cavall · h1 blanques torre | 1 |
|   | a | b | c | d | e | f | g | h |   |

|   | a | b | c | d | e | f | g | h |   |
| 8 | a8 negres torre · b8 negres cavall · c8 negres alfil · d8 negres dama · e8 negres rei · f8 negres alfil · g8 negres cavall · h8 negres torre · a7 negres peó · b7 negres peó · c7 negres peó · d7 negres peó · e7 negres peó · f7 negres peó · g7 negres peó · h7 negres peó · f4 blanques peó · a2 blanques peó · b2 blanques peó · c2 blanques peó · d2 blanques peó · e2 blanques peó · g2 blanques peó · h2 blanques peó · a1 blanques torre · b1 blanques cavall · c1 blanques alfil · d1 blanques dama · e1 blanques rei · f1 blanques alfil · g1 blanques cavall · h1 blanques torre | a8 negres torre · b8 negres cavall · c8 negres alfil · d8 negres dama · e8 negres rei · f8 negres alfil · g8 negres cavall · h8 negres torre · a7 negres peó · b7 negres peó · c7 negres peó · d7 negres peó · e7 negres peó · f7 negres peó · g7 negres peó · h7 negres peó · f4 blanques peó · a2 blanques peó · b2 blanques peó · c2 blanques peó · d2 blanques peó · e2 blanques peó · g2 blanques peó · h2 blanques peó · a1 blanques torre · b1 blanques cavall · c1 blanques alfil · d1 blanques dama · e1 blanques rei · f1 blanques alfil · g1 blanques cavall · h1 blanques torre | a8 negres torre · b8 negres cavall · c8 negres alfil · d8 negres dama · e8 negres rei · f8 negres alfil · g8 negres cavall · h8 negres torre · a7 negres peó · b7 negres peó · c7 negres peó · d7 negres peó · e7 negres peó · f7 negres peó · g7 negres peó · h7 negres peó · f4 blanques peó · a2 blanques peó · b2 blanques peó · c2 blanques peó · d2 blanques peó · e2 blanques peó · g2 blanques peó · h2 blanques peó · a1 blanques torre · b1 blanques cavall · c1 blanques alfil · d1 blanques dama · e1 blanques rei · f1 blanques alfil · g1 blanques cavall · h1 blanques torre | a8 negres torre · b8 negres cavall · c8 negres alfil · d8 negres dama · e8 negres rei · f8 negres alfil · g8 negres cavall · h8 negres torre · a7 negres peó · b7 negres peó · c7 negres peó · d7 negres peó · e7 negres peó · f7 negres peó · g7 negres peó · h7 negres peó · f4 blanques peó · a2 blanques peó · b2 blanques peó · c2 blanques peó · d2 blanques peó · e2 blanques peó · g2 blanques peó · h2 blanques peó · a1 blanques torre · b1 blanques cavall · c1 blanques alfil · d1 blanques dama · e1 blanques rei · f1 blanques alfil · g1 blanques cavall · h1 blanques torre | a8 negres torre · b8 negres cavall · c8 negres alfil · d8 negres dama · e8 negres rei · f8 negres alfil · g8 negres cavall · h8 negres torre · a7 negres peó · b7 negres peó · c7 negres peó · d7 negres peó · e7 negres peó · f7 negres peó · g7 negres peó · h7 negres peó · f4 blanques peó · a2 blanques peó · b2 blanques peó · c2 blanques peó · d2 blanques peó · e2 blanques peó · g2 blanques peó · h2 blanques peó · a1 blanques torre · b1 blanques cavall · c1 blanques alfil · d1 blanques dama · e1 blanques rei · f1 blanques alfil · g1 blanques cavall · h1 blanques torre | a8 negres torre · b8 negres cavall · c8 negres alfil · d8 negres dama · e8 negres rei · f8 negres alfil · g8 negres cavall · h8 negres torre · a7 negres peó · b7 negres peó · c7 negres peó · d7 negres peó · e7 negres peó · f7 negres peó · g7 negres peó · h7 negres peó · f4 blanques peó · a2 blanques peó · b2 blanques peó · c2 blanques peó · d2 blanques peó · e2 blanques peó · g2 blanques peó · h2 blanques peó · a1 blanques torre · b1 blanques cavall · c1 blanques alfil · d1 blanques dama · e1 blanques rei · f1 blanques alfil · g1 blanques cavall · h1 blanques torre | a8 negres torre · b8 negres cavall · c8 negres alfil · d8 negres dama · e8 negres rei · f8 negres alfil · g8 negres cavall · h8 negres torre · a7 negres peó · b7 negres peó · c7 negres peó · d7 negres peó · e7 negres peó · f7 negres peó · g7 negres peó · h7 negres peó · f4 blanques peó · a2 blanques peó · b2 blanques peó · c2 blanques peó · d2 blanques peó · e2 blanques peó · g2 blanques peó · h2 blanques peó · a1 blanques torre · b1 blanques cavall · c1 blanques alfil · d1 blanques dama · e1 blanques rei · f1 blanques alfil · g1 blanques cavall · h1 blanques torre | a8 negres torre · b8 negres cavall · c8 negres alfil · d8 negres dama · e8 negres rei · f8 negres alfil · g8 negres cavall · h8 negres torre · a7 negres peó · b7 negres peó · c7 negres peó · d7 negres peó · e7 negres peó · f7 negres peó · g7 negres peó · h7 negres peó · f4 blanques peó · a2 blanques peó · b2 blanques peó · c2 blanques peó · d2 blanques peó · e2 blanques peó · g2 blanques peó · h2 blanques peó · a1 blanques torre · b1 blanques cavall · c1 blanques alfil · d1 blanques dama · e1 blanques rei · f1 blanques alfil · g1 blanques cavall · h1 blanques torre | 8 |
| 7 | a8 negres torre · b8 negres cavall · c8 negres alfil · d8 negres dama · e8 negres rei · f8 negres alfil · g8 negres cavall · h8 negres torre · a7 negres peó · b7 negres peó · c7 negres peó · d7 negres peó · e7 negres peó · f7 negres peó · g7 negres peó · h7 negres peó · f4 blanques peó · a2 blanques peó · b2 blanques peó · c2 blanques peó · d2 blanques peó · e2 blanques peó · g2 blanques peó · h2 blanques peó · a1 blanques torre · b1 blanques cavall · c1 blanques alfil · d1 blanques dama · e1 blanques rei · f1 blanques alfil · g1 blanques cavall · h1 blanques torre | a8 negres torre · b8 negres cavall · c8 negres alfil · d8 negres dama · e8 negres rei · f8 negres alfil · g8 negres cavall · h8 negres torre · a7 negres peó · b7 negres peó · c7 negres peó · d7 negres peó · e7 negres peó · f7 negres peó · g7 negres peó · h7 negres peó · f4 blanques peó · a2 blanques peó · b2 blanques peó · c2 blanques peó · d2 blanques peó · e2 blanques peó · g2 blanques peó · h2 blanques peó · a1 blanques torre · b1 blanques cavall · c1 blanques alfil · d1 blanques dama · e1 blanques rei · f1 blanques alfil · g1 blanques cavall · h1 blanques torre | a8 negres torre · b8 negres cavall · c8 negres alfil · d8 negres dama · e8 negres rei · f8 negres alfil · g8 negres cavall · h8 negres torre · a7 negres peó · b7 negres peó · c7 negres peó · d7 negres peó · e7 negres peó · f7 negres peó · g7 negres peó · h7 negres peó · f4 blanques peó · a2 blanques peó · b2 blanques peó · c2 blanques peó · d2 blanques peó · e2 blanques peó · g2 blanques peó · h2 blanques peó · a1 blanques torre · b1 blanques cavall · c1 blanques alfil · d1 blanques dama · e1 blanques rei · f1 blanques alfil · g1 blanques cavall · h1 blanques torre | a8 negres torre · b8 negres cavall · c8 negres alfil · d8 negres dama · e8 negres rei · f8 negres alfil · g8 negres cavall · h8 negres torre · a7 negres peó · b7 negres peó · c7 negres peó · d7 negres peó · e7 negres peó · f7 negres peó · g7 negres peó · h7 negres peó · f4 blanques peó · a2 blanques peó · b2 blanques peó · c2 blanques peó · d2 blanques peó · e2 blanques peó · g2 blanques peó · h2 blanques peó · a1 blanques torre · b1 blanques cavall · c1 blanques alfil · d1 blanques dama · e1 blanques rei · f1 blanques alfil · g1 blanques cavall · h1 blanques torre | a8 negres torre · b8 negres cavall · c8 negres alfil · d8 negres dama · e8 negres rei · f8 negres alfil · g8 negres cavall · h8 negres torre · a7 negres peó · b7 negres peó · c7 negres peó · d7 negres peó · e7 negres peó · f7 negres peó · g7 negres peó · h7 negres peó · f4 blanques peó · a2 blanques peó · b2 blanques peó · c2 blanques peó · d2 blanques peó · e2 blanques peó · g2 blanques peó · h2 blanques peó · a1 blanques torre · b1 blanques cavall · c1 blanques alfil · d1 blanques dama · e1 blanques rei · f1 blanques alfil · g1 blanques cavall · h1 blanques torre | a8 negres torre · b8 negres cavall · c8 negres alfil · d8 negres dama · e8 negres rei · f8 negres alfil · g8 negres cavall · h8 negres torre · a7 negres peó · b7 negres peó · c7 negres peó · d7 negres peó · e7 negres peó · f7 negres peó · g7 negres peó · h7 negres peó · f4 blanques peó · a2 blanques peó · b2 blanques peó · c2 blanques peó · d2 blanques peó · e2 blanques peó · g2 blanques peó · h2 blanques peó · a1 blanques torre · b1 blanques cavall · c1 blanques alfil · d1 blanques dama · e1 blanques rei · f1 blanques alfil · g1 blanques cavall · h1 blanques torre | a8 negres torre · b8 negres cavall · c8 negres alfil · d8 negres dama · e8 negres rei · f8 negres alfil · g8 negres cavall · h8 negres torre · a7 negres peó · b7 negres peó · c7 negres peó · d7 negres peó · e7 negres peó · f7 negres peó · g7 negres peó · h7 negres peó · f4 blanques peó · a2 blanques peó · b2 blanques peó · c2 blanques peó · d2 blanques peó · e2 blanques peó · g2 blanques peó · h2 blanques peó · a1 blanques torre · b1 blanques cavall · c1 blanques alfil · d1 blanques dama · e1 blanques rei · f1 blanques alfil · g1 blanques cavall · h1 blanques torre | a8 negres torre · b8 negres cavall · c8 negres alfil · d8 negres dama · e8 negres rei · f8 negres alfil · g8 negres cavall · h8 negres torre · a7 negres peó · b7 negres peó · c7 negres peó · d7 negres peó · e7 negres peó · f7 negres peó · g7 negres peó · h7 negres peó · f4 blanques peó · a2 blanques peó · b2 blanques peó · c2 blanques peó · d2 blanques peó · e2 blanques peó · g2 blanques peó · h2 blanques peó · a1 blanques torre · b1 blanques cavall · c1 blanques alfil · d1 blanques dama · e1 blanques rei · f1 blanques alfil · g1 blanques cavall · h1 blanques torre | 7 |
| 6 | a8 negres torre · b8 negres cavall · c8 negres alfil · d8 negres dama · e8 negres rei · f8 negres alfil · g8 negres cavall · h8 negres torre · a7 negres peó · b7 negres peó · c7 negres peó · d7 negres peó · e7 negres peó · f7 negres peó · g7 negres peó · h7 negres peó · f4 blanques peó · a2 blanques peó · b2 blanques peó · c2 blanques peó · d2 blanques peó · e2 blanques peó · g2 blanques peó · h2 blanques peó · a1 blanques torre · b1 blanques cavall · c1 blanques alfil · d1 blanques dama · e1 blanques rei · f1 blanques alfil · g1 blanques cavall · h1 blanques torre | a8 negres torre · b8 negres cavall · c8 negres alfil · d8 negres dama · e8 negres rei · f8 negres alfil · g8 negres cavall · h8 negres torre · a7 negres peó · b7 negres peó · c7 negres peó · d7 negres peó · e7 negres peó · f7 negres peó · g7 negres peó · h7 negres peó · f4 blanques peó · a2 blanques peó · b2 blanques peó · c2 blanques peó · d2 blanques peó · e2 blanques peó · g2 blanques peó · h2 blanques peó · a1 blanques torre · b1 blanques cavall · c1 blanques alfil · d1 blanques dama · e1 blanques rei · f1 blanques alfil · g1 blanques cavall · h1 blanques torre | a8 negres torre · b8 negres cavall · c8 negres alfil · d8 negres dama · e8 negres rei · f8 negres alfil · g8 negres cavall · h8 negres torre · a7 negres peó · b7 negres peó · c7 negres peó · d7 negres peó · e7 negres peó · f7 negres peó · g7 negres peó · h7 negres peó · f4 blanques peó · a2 blanques peó · b2 blanques peó · c2 blanques peó · d2 blanques peó · e2 blanques peó · g2 blanques peó · h2 blanques peó · a1 blanques torre · b1 blanques cavall · c1 blanques alfil · d1 blanques dama · e1 blanques rei · f1 blanques alfil · g1 blanques cavall · h1 blanques torre | a8 negres torre · b8 negres cavall · c8 negres alfil · d8 negres dama · e8 negres rei · f8 negres alfil · g8 negres cavall · h8 negres torre · a7 negres peó · b7 negres peó · c7 negres peó · d7 negres peó · e7 negres peó · f7 negres peó · g7 negres peó · h7 negres peó · f4 blanques peó · a2 blanques peó · b2 blanques peó · c2 blanques peó · d2 blanques peó · e2 blanques peó · g2 blanques peó · h2 blanques peó · a1 blanques torre · b1 blanques cavall · c1 blanques alfil · d1 blanques dama · e1 blanques rei · f1 blanques alfil · g1 blanques cavall · h1 blanques torre | a8 negres torre · b8 negres cavall · c8 negres alfil · d8 negres dama · e8 negres rei · f8 negres alfil · g8 negres cavall · h8 negres torre · a7 negres peó · b7 negres peó · c7 negres peó · d7 negres peó · e7 negres peó · f7 negres peó · g7 negres peó · h7 negres peó · f4 blanques peó · a2 blanques peó · b2 blanques peó · c2 blanques peó · d2 blanques peó · e2 blanques peó · g2 blanques peó · h2 blanques peó · a1 blanques torre · b1 blanques cavall · c1 blanques alfil · d1 blanques dama · e1 blanques rei · f1 blanques alfil · g1 blanques cavall · h1 blanques torre | a8 negres torre · b8 negres cavall · c8 negres alfil · d8 negres dama · e8 negres rei · f8 negres alfil · g8 negres cavall · h8 negres torre · a7 negres peó · b7 negres peó · c7 negres peó · d7 negres peó · e7 negres peó · f7 negres peó · g7 negres peó · h7 negres peó · f4 blanques peó · a2 blanques peó · b2 blanques peó · c2 blanques peó · d2 blanques peó · e2 blanques peó · g2 blanques peó · h2 blanques peó · a1 blanques torre · b1 blanques cavall · c1 blanques alfil · d1 blanques dama · e1 blanques rei · f1 blanques alfil · g1 blanques cavall · h1 blanques torre | a8 negres torre · b8 negres cavall · c8 negres alfil · d8 negres dama · e8 negres rei · f8 negres alfil · g8 negres cavall · h8 negres torre · a7 negres peó · b7 negres peó · c7 negres peó · d7 negres peó · e7 negres peó · f7 negres peó · g7 negres peó · h7 negres peó · f4 blanques peó · a2 blanques peó · b2 blanques peó · c2 blanques peó · d2 blanques peó · e2 blanques peó · g2 blanques peó · h2 blanques peó · a1 blanques torre · b1 blanques cavall · c1 blanques alfil · d1 blanques dama · e1 blanques rei · f1 blanques alfil · g1 blanques cavall · h1 blanques torre | a8 negres torre · b8 negres cavall · c8 negres alfil · d8 negres dama · e8 negres rei · f8 negres alfil · g8 negres cavall · h8 negres torre · a7 negres peó · b7 negres peó · c7 negres peó · d7 negres peó · e7 negres peó · f7 negres peó · g7 negres peó · h7 negres peó · f4 blanques peó · a2 blanques peó · b2 blanques peó · c2 blanques peó · d2 blanques peó · e2 blanques peó · g2 blanques peó · h2 blanques peó · a1 blanques torre · b1 blanques cavall · c1 blanques alfil · d1 blanques dama · e1 blanques rei · f1 blanques alfil · g1 blanques cavall · h1 blanques torre | 6 |
| 5 | a8 negres torre · b8 negres cavall · c8 negres alfil · d8 negres dama · e8 negres rei · f8 negres alfil · g8 negres cavall · h8 negres torre · a7 negres peó · b7 negres peó · c7 negres peó · d7 negres peó · e7 negres peó · f7 negres peó · g7 negres peó · h7 negres peó · f4 blanques peó · a2 blanques peó · b2 blanques peó · c2 blanques peó · d2 blanques peó · e2 blanques peó · g2 blanques peó · h2 blanques peó · a1 blanques torre · b1 blanques cavall · c1 blanques alfil · d1 blanques dama · e1 blanques rei · f1 blanques alfil · g1 blanques cavall · h1 blanques torre | a8 negres torre · b8 negres cavall · c8 negres alfil · d8 negres dama · e8 negres rei · f8 negres alfil · g8 negres cavall · h8 negres torre · a7 negres peó · b7 negres peó · c7 negres peó · d7 negres peó · e7 negres peó · f7 negres peó · g7 negres peó · h7 negres peó · f4 blanques peó · a2 blanques peó · b2 blanques peó · c2 blanques peó · d2 blanques peó · e2 blanques peó · g2 blanques peó · h2 blanques peó · a1 blanques torre · b1 blanques cavall · c1 blanques alfil · d1 blanques dama · e1 blanques rei · f1 blanques alfil · g1 blanques cavall · h1 blanques torre | a8 negres torre · b8 negres cavall · c8 negres alfil · d8 negres dama · e8 negres rei · f8 negres alfil · g8 negres cavall · h8 negres torre · a7 negres peó · b7 negres peó · c7 negres peó · d7 negres peó · e7 negres peó · f7 negres peó · g7 negres peó · h7 negres peó · f4 blanques peó · a2 blanques peó · b2 blanques peó · c2 blanques peó · d2 blanques peó · e2 blanques peó · g2 blanques peó · h2 blanques peó · a1 blanques torre · b1 blanques cavall · c1 blanques alfil · d1 blanques dama · e1 blanques rei · f1 blanques alfil · g1 blanques cavall · h1 blanques torre | a8 negres torre · b8 negres cavall · c8 negres alfil · d8 negres dama · e8 negres rei · f8 negres alfil · g8 negres cavall · h8 negres torre · a7 negres peó · b7 negres peó · c7 negres peó · d7 negres peó · e7 negres peó · f7 negres peó · g7 negres peó · h7 negres peó · f4 blanques peó · a2 blanques peó · b2 blanques peó · c2 blanques peó · d2 blanques peó · e2 blanques peó · g2 blanques peó · h2 blanques peó · a1 blanques torre · b1 blanques cavall · c1 blanques alfil · d1 blanques dama · e1 blanques rei · f1 blanques alfil · g1 blanques cavall · h1 blanques torre | a8 negres torre · b8 negres cavall · c8 negres alfil · d8 negres dama · e8 negres rei · f8 negres alfil · g8 negres cavall · h8 negres torre · a7 negres peó · b7 negres peó · c7 negres peó · d7 negres peó · e7 negres peó · f7 negres peó · g7 negres peó · h7 negres peó · f4 blanques peó · a2 blanques peó · b2 blanques peó · c2 blanques peó · d2 blanques peó · e2 blanques peó · g2 blanques peó · h2 blanques peó · a1 blanques torre · b1 blanques cavall · c1 blanques alfil · d1 blanques dama · e1 blanques rei · f1 blanques alfil · g1 blanques cavall · h1 blanques torre | a8 negres torre · b8 negres cavall · c8 negres alfil · d8 negres dama · e8 negres rei · f8 negres alfil · g8 negres cavall · h8 negres torre · a7 negres peó · b7 negres peó · c7 negres peó · d7 negres peó · e7 negres peó · f7 negres peó · g7 negres peó · h7 negres peó · f4 blanques peó · a2 blanques peó · b2 blanques peó · c2 blanques peó · d2 blanques peó · e2 blanques peó · g2 blanques peó · h2 blanques peó · a1 blanques torre · b1 blanques cavall · c1 blanques alfil · d1 blanques dama · e1 blanques rei · f1 blanques alfil · g1 blanques cavall · h1 blanques torre | a8 negres torre · b8 negres cavall · c8 negres alfil · d8 negres dama · e8 negres rei · f8 negres alfil · g8 negres cavall · h8 negres torre · a7 negres peó · b7 negres peó · c7 negres peó · d7 negres peó · e7 negres peó · f7 negres peó · g7 negres peó · h7 negres peó · f4 blanques peó · a2 blanques peó · b2 blanques peó · c2 blanques peó · d2 blanques peó · e2 blanques peó · g2 blanques peó · h2 blanques peó · a1 blanques torre · b1 blanques cavall · c1 blanques alfil · d1 blanques dama · e1 blanques rei · f1 blanques alfil · g1 blanques cavall · h1 blanques torre | a8 negres torre · b8 negres cavall · c8 negres alfil · d8 negres dama · e8 negres rei · f8 negres alfil · g8 negres cavall · h8 negres torre · a7 negres peó · b7 negres peó · c7 negres peó · d7 negres peó · e7 negres peó · f7 negres peó · g7 negres peó · h7 negres peó · f4 blanques peó · a2 blanques peó · b2 blanques peó · c2 blanques peó · d2 blanques peó · e2 blanques peó · g2 blanques peó · h2 blanques peó · a1 blanques torre · b1 blanques cavall · c1 blanques alfil · d1 blanques dama · e1 blanques rei · f1 blanques alfil · g1 blanques cavall · h1 blanques torre | 5 |
| 4 | a8 negres torre · b8 negres cavall · c8 negres alfil · d8 negres dama · e8 negres rei · f8 negres alfil · g8 negres cavall · h8 negres torre · a7 negres peó · b7 negres peó · c7 negres peó · d7 negres peó · e7 negres peó · f7 negres peó · g7 negres peó · h7 negres peó · f4 blanques peó · a2 blanques peó · b2 blanques peó · c2 blanques peó · d2 blanques peó · e2 blanques peó · g2 blanques peó · h2 blanques peó · a1 blanques torre · b1 blanques cavall · c1 blanques alfil · d1 blanques dama · e1 blanques rei · f1 blanques alfil · g1 blanques cavall · h1 blanques torre | a8 negres torre · b8 negres cavall · c8 negres alfil · d8 negres dama · e8 negres rei · f8 negres alfil · g8 negres cavall · h8 negres torre · a7 negres peó · b7 negres peó · c7 negres peó · d7 negres peó · e7 negres peó · f7 negres peó · g7 negres peó · h7 negres peó · f4 blanques peó · a2 blanques peó · b2 blanques peó · c2 blanques peó · d2 blanques peó · e2 blanques peó · g2 blanques peó · h2 blanques peó · a1 blanques torre · b1 blanques cavall · c1 blanques alfil · d1 blanques dama · e1 blanques rei · f1 blanques alfil · g1 blanques cavall · h1 blanques torre | a8 negres torre · b8 negres cavall · c8 negres alfil · d8 negres dama · e8 negres rei · f8 negres alfil · g8 negres cavall · h8 negres torre · a7 negres peó · b7 negres peó · c7 negres peó · d7 negres peó · e7 negres peó · f7 negres peó · g7 negres peó · h7 negres peó · f4 blanques peó · a2 blanques peó · b2 blanques peó · c2 blanques peó · d2 blanques peó · e2 blanques peó · g2 blanques peó · h2 blanques peó · a1 blanques torre · b1 blanques cavall · c1 blanques alfil · d1 blanques dama · e1 blanques rei · f1 blanques alfil · g1 blanques cavall · h1 blanques torre | a8 negres torre · b8 negres cavall · c8 negres alfil · d8 negres dama · e8 negres rei · f8 negres alfil · g8 negres cavall · h8 negres torre · a7 negres peó · b7 negres peó · c7 negres peó · d7 negres peó · e7 negres peó · f7 negres peó · g7 negres peó · h7 negres peó · f4 blanques peó · a2 blanques peó · b2 blanques peó · c2 blanques peó · d2 blanques peó · e2 blanques peó · g2 blanques peó · h2 blanques peó · a1 blanques torre · b1 blanques cavall · c1 blanques alfil · d1 blanques dama · e1 blanques rei · f1 blanques alfil · g1 blanques cavall · h1 blanques torre | a8 negres torre · b8 negres cavall · c8 negres alfil · d8 negres dama · e8 negres rei · f8 negres alfil · g8 negres cavall · h8 negres torre · a7 negres peó · b7 negres peó · c7 negres peó · d7 negres peó · e7 negres peó · f7 negres peó · g7 negres peó · h7 negres peó · f4 blanques peó · a2 blanques peó · b2 blanques peó · c2 blanques peó · d2 blanques peó · e2 blanques peó · g2 blanques peó · h2 blanques peó · a1 blanques torre · b1 blanques cavall · c1 blanques alfil · d1 blanques dama · e1 blanques rei · f1 blanques alfil · g1 blanques cavall · h1 blanques torre | a8 negres torre · b8 negres cavall · c8 negres alfil · d8 negres dama · e8 negres rei · f8 negres alfil · g8 negres cavall · h8 negres torre · a7 negres peó · b7 negres peó · c7 negres peó · d7 negres peó · e7 negres peó · f7 negres peó · g7 negres peó · h7 negres peó · f4 blanques peó · a2 blanques peó · b2 blanques peó · c2 blanques peó · d2 blanques peó · e2 blanques peó · g2 blanques peó · h2 blanques peó · a1 blanques torre · b1 blanques cavall · c1 blanques alfil · d1 blanques dama · e1 blanques rei · f1 blanques alfil · g1 blanques cavall · h1 blanques torre | a8 negres torre · b8 negres cavall · c8 negres alfil · d8 negres dama · e8 negres rei · f8 negres alfil · g8 negres cavall · h8 negres torre · a7 negres peó · b7 negres peó · c7 negres peó · d7 negres peó · e7 negres peó · f7 negres peó · g7 negres peó · h7 negres peó · f4 blanques peó · a2 blanques peó · b2 blanques peó · c2 blanques peó · d2 blanques peó · e2 blanques peó · g2 blanques peó · h2 blanques peó · a1 blanques torre · b1 blanques cavall · c1 blanques alfil · d1 blanques dama · e1 blanques rei · f1 blanques alfil · g1 blanques cavall · h1 blanques torre | a8 negres torre · b8 negres cavall · c8 negres alfil · d8 negres dama · e8 negres rei · f8 negres alfil · g8 negres cavall · h8 negres torre · a7 negres peó · b7 negres peó · c7 negres peó · d7 negres peó · e7 negres peó · f7 negres peó · g7 negres peó · h7 negres peó · f4 blanques peó · a2 blanques peó · b2 blanques peó · c2 blanques peó · d2 blanques peó · e2 blanques peó · g2 blanques peó · h2 blanques peó · a1 blanques torre · b1 blanques cavall · c1 blanques alfil · d1 blanques dama · e1 blanques rei · f1 blanques alfil · g1 blanques cavall · h1 blanques torre | 4 |
| 3 | a8 negres torre · b8 negres cavall · c8 negres alfil · d8 negres dama · e8 negres rei · f8 negres alfil · g8 negres cavall · h8 negres torre · a7 negres peó · b7 negres peó · c7 negres peó · d7 negres peó · e7 negres peó · f7 negres peó · g7 negres peó · h7 negres peó · f4 blanques peó · a2 blanques peó · b2 blanques peó · c2 blanques peó · d2 blanques peó · e2 blanques peó · g2 blanques peó · h2 blanques peó · a1 blanques torre · b1 blanques cavall · c1 blanques alfil · d1 blanques dama · e1 blanques rei · f1 blanques alfil · g1 blanques cavall · h1 blanques torre | a8 negres torre · b8 negres cavall · c8 negres alfil · d8 negres dama · e8 negres rei · f8 negres alfil · g8 negres cavall · h8 negres torre · a7 negres peó · b7 negres peó · c7 negres peó · d7 negres peó · e7 negres peó · f7 negres peó · g7 negres peó · h7 negres peó · f4 blanques peó · a2 blanques peó · b2 blanques peó · c2 blanques peó · d2 blanques peó · e2 blanques peó · g2 blanques peó · h2 blanques peó · a1 blanques torre · b1 blanques cavall · c1 blanques alfil · d1 blanques dama · e1 blanques rei · f1 blanques alfil · g1 blanques cavall · h1 blanques torre | a8 negres torre · b8 negres cavall · c8 negres alfil · d8 negres dama · e8 negres rei · f8 negres alfil · g8 negres cavall · h8 negres torre · a7 negres peó · b7 negres peó · c7 negres peó · d7 negres peó · e7 negres peó · f7 negres peó · g7 negres peó · h7 negres peó · f4 blanques peó · a2 blanques peó · b2 blanques peó · c2 blanques peó · d2 blanques peó · e2 blanques peó · g2 blanques peó · h2 blanques peó · a1 blanques torre · b1 blanques cavall · c1 blanques alfil · d1 blanques dama · e1 blanques rei · f1 blanques alfil · g1 blanques cavall · h1 blanques torre | a8 negres torre · b8 negres cavall · c8 negres alfil · d8 negres dama · e8 negres rei · f8 negres alfil · g8 negres cavall · h8 negres torre · a7 negres peó · b7 negres peó · c7 negres peó · d7 negres peó · e7 negres peó · f7 negres peó · g7 negres peó · h7 negres peó · f4 blanques peó · a2 blanques peó · b2 blanques peó · c2 blanques peó · d2 blanques peó · e2 blanques peó · g2 blanques peó · h2 blanques peó · a1 blanques torre · b1 blanques cavall · c1 blanques alfil · d1 blanques dama · e1 blanques rei · f1 blanques alfil · g1 blanques cavall · h1 blanques torre | a8 negres torre · b8 negres cavall · c8 negres alfil · d8 negres dama · e8 negres rei · f8 negres alfil · g8 negres cavall · h8 negres torre · a7 negres peó · b7 negres peó · c7 negres peó · d7 negres peó · e7 negres peó · f7 negres peó · g7 negres peó · h7 negres peó · f4 blanques peó · a2 blanques peó · b2 blanques peó · c2 blanques peó · d2 blanques peó · e2 blanques peó · g2 blanques peó · h2 blanques peó · a1 blanques torre · b1 blanques cavall · c1 blanques alfil · d1 blanques dama · e1 blanques rei · f1 blanques alfil · g1 blanques cavall · h1 blanques torre | a8 negres torre · b8 negres cavall · c8 negres alfil · d8 negres dama · e8 negres rei · f8 negres alfil · g8 negres cavall · h8 negres torre · a7 negres peó · b7 negres peó · c7 negres peó · d7 negres peó · e7 negres peó · f7 negres peó · g7 negres peó · h7 negres peó · f4 blanques peó · a2 blanques peó · b2 blanques peó · c2 blanques peó · d2 blanques peó · e2 blanques peó · g2 blanques peó · h2 blanques peó · a1 blanques torre · b1 blanques cavall · c1 blanques alfil · d1 blanques dama · e1 blanques rei · f1 blanques alfil · g1 blanques cavall · h1 blanques torre | a8 negres torre · b8 negres cavall · c8 negres alfil · d8 negres dama · e8 negres rei · f8 negres alfil · g8 negres cavall · h8 negres torre · a7 negres peó · b7 negres peó · c7 negres peó · d7 negres peó · e7 negres peó · f7 negres peó · g7 negres peó · h7 negres peó · f4 blanques peó · a2 blanques peó · b2 blanques peó · c2 blanques peó · d2 blanques peó · e2 blanques peó · g2 blanques peó · h2 blanques peó · a1 blanques torre · b1 blanques cavall · c1 blanques alfil · d1 blanques dama · e1 blanques rei · f1 blanques alfil · g1 blanques cavall · h1 blanques torre | a8 negres torre · b8 negres cavall · c8 negres alfil · d8 negres dama · e8 negres rei · f8 negres alfil · g8 negres cavall · h8 negres torre · a7 negres peó · b7 negres peó · c7 negres peó · d7 negres peó · e7 negres peó · f7 negres peó · g7 negres peó · h7 negres peó · f4 blanques peó · a2 blanques peó · b2 blanques peó · c2 blanques peó · d2 blanques peó · e2 blanques peó · g2 blanques peó · h2 blanques peó · a1 blanques torre · b1 blanques cavall · c1 blanques alfil · d1 blanques dama · e1 blanques rei · f1 blanques alfil · g1 blanques cavall · h1 blanques torre | 3 |
| 2 | a8 negres torre · b8 negres cavall · c8 negres alfil · d8 negres dama · e8 negres rei · f8 negres alfil · g8 negres cavall · h8 negres torre · a7 negres peó · b7 negres peó · c7 negres peó · d7 negres peó · e7 negres peó · f7 negres peó · g7 negres peó · h7 negres peó · f4 blanques peó · a2 blanques peó · b2 blanques peó · c2 blanques peó · d2 blanques peó · e2 blanques peó · g2 blanques peó · h2 blanques peó · a1 blanques torre · b1 blanques cavall · c1 blanques alfil · d1 blanques dama · e1 blanques rei · f1 blanques alfil · g1 blanques cavall · h1 blanques torre | a8 negres torre · b8 negres cavall · c8 negres alfil · d8 negres dama · e8 negres rei · f8 negres alfil · g8 negres cavall · h8 negres torre · a7 negres peó · b7 negres peó · c7 negres peó · d7 negres peó · e7 negres peó · f7 negres peó · g7 negres peó · h7 negres peó · f4 blanques peó · a2 blanques peó · b2 blanques peó · c2 blanques peó · d2 blanques peó · e2 blanques peó · g2 blanques peó · h2 blanques peó · a1 blanques torre · b1 blanques cavall · c1 blanques alfil · d1 blanques dama · e1 blanques rei · f1 blanques alfil · g1 blanques cavall · h1 blanques torre | a8 negres torre · b8 negres cavall · c8 negres alfil · d8 negres dama · e8 negres rei · f8 negres alfil · g8 negres cavall · h8 negres torre · a7 negres peó · b7 negres peó · c7 negres peó · d7 negres peó · e7 negres peó · f7 negres peó · g7 negres peó · h7 negres peó · f4 blanques peó · a2 blanques peó · b2 blanques peó · c2 blanques peó · d2 blanques peó · e2 blanques peó · g2 blanques peó · h2 blanques peó · a1 blanques torre · b1 blanques cavall · c1 blanques alfil · d1 blanques dama · e1 blanques rei · f1 blanques alfil · g1 blanques cavall · h1 blanques torre | a8 negres torre · b8 negres cavall · c8 negres alfil · d8 negres dama · e8 negres rei · f8 negres alfil · g8 negres cavall · h8 negres torre · a7 negres peó · b7 negres peó · c7 negres peó · d7 negres peó · e7 negres peó · f7 negres peó · g7 negres peó · h7 negres peó · f4 blanques peó · a2 blanques peó · b2 blanques peó · c2 blanques peó · d2 blanques peó · e2 blanques peó · g2 blanques peó · h2 blanques peó · a1 blanques torre · b1 blanques cavall · c1 blanques alfil · d1 blanques dama · e1 blanques rei · f1 blanques alfil · g1 blanques cavall · h1 blanques torre | a8 negres torre · b8 negres cavall · c8 negres alfil · d8 negres dama · e8 negres rei · f8 negres alfil · g8 negres cavall · h8 negres torre · a7 negres peó · b7 negres peó · c7 negres peó · d7 negres peó · e7 negres peó · f7 negres peó · g7 negres peó · h7 negres peó · f4 blanques peó · a2 blanques peó · b2 blanques peó · c2 blanques peó · d2 blanques peó · e2 blanques peó · g2 blanques peó · h2 blanques peó · a1 blanques torre · b1 blanques cavall · c1 blanques alfil · d1 blanques dama · e1 blanques rei · f1 blanques alfil · g1 blanques cavall · h1 blanques torre | a8 negres torre · b8 negres cavall · c8 negres alfil · d8 negres dama · e8 negres rei · f8 negres alfil · g8 negres cavall · h8 negres torre · a7 negres peó · b7 negres peó · c7 negres peó · d7 negres peó · e7 negres peó · f7 negres peó · g7 negres peó · h7 negres peó · f4 blanques peó · a2 blanques peó · b2 blanques peó · c2 blanques peó · d2 blanques peó · e2 blanques peó · g2 blanques peó · h2 blanques peó · a1 blanques torre · b1 blanques cavall · c1 blanques alfil · d1 blanques dama · e1 blanques rei · f1 blanques alfil · g1 blanques cavall · h1 blanques torre | a8 negres torre · b8 negres cavall · c8 negres alfil · d8 negres dama · e8 negres rei · f8 negres alfil · g8 negres cavall · h8 negres torre · a7 negres peó · b7 negres peó · c7 negres peó · d7 negres peó · e7 negres peó · f7 negres peó · g7 negres peó · h7 negres peó · f4 blanques peó · a2 blanques peó · b2 blanques peó · c2 blanques peó · d2 blanques peó · e2 blanques peó · g2 blanques peó · h2 blanques peó · a1 blanques torre · b1 blanques cavall · c1 blanques alfil · d1 blanques dama · e1 blanques rei · f1 blanques alfil · g1 blanques cavall · h1 blanques torre | a8 negres torre · b8 negres cavall · c8 negres alfil · d8 negres dama · e8 negres rei · f8 negres alfil · g8 negres cavall · h8 negres torre · a7 negres peó · b7 negres peó · c7 negres peó · d7 negres peó · e7 negres peó · f7 negres peó · g7 negres peó · h7 negres peó · f4 blanques peó · a2 blanques peó · b2 blanques peó · c2 blanques peó · d2 blanques peó · e2 blanques peó · g2 blanques peó · h2 blanques peó · a1 blanques torre · b1 blanques cavall · c1 blanques alfil · d1 blanques dama · e1 blanques rei · f1 blanques alfil · g1 blanques cavall · h1 blanques torre | 2 |
| 1 | a8 negres torre · b8 negres cavall · c8 negres alfil · d8 negres dama · e8 negres rei · f8 negres alfil · g8 negres cavall · h8 negres torre · a7 negres peó · b7 negres peó · c7 negres peó · d7 negres peó · e7 negres peó · f7 negres peó · g7 negres peó · h7 negres peó · f4 blanques peó · a2 blanques peó · b2 blanques peó · c2 blanques peó · d2 blanques peó · e2 blanques peó · g2 blanques peó · h2 blanques peó · a1 blanques torre · b1 blanques cavall · c1 blanques alfil · d1 blanques dama · e1 blanques rei · f1 blanques alfil · g1 blanques cavall · h1 blanques torre | a8 negres torre · b8 negres cavall · c8 negres alfil · d8 negres dama · e8 negres rei · f8 negres alfil · g8 negres cavall · h8 negres torre · a7 negres peó · b7 negres peó · c7 negres peó · d7 negres peó · e7 negres peó · f7 negres peó · g7 negres peó · h7 negres peó · f4 blanques peó · a2 blanques peó · b2 blanques peó · c2 blanques peó · d2 blanques peó · e2 blanques peó · g2 blanques peó · h2 blanques peó · a1 blanques torre · b1 blanques cavall · c1 blanques alfil · d1 blanques dama · e1 blanques rei · f1 blanques alfil · g1 blanques cavall · h1 blanques torre | a8 negres torre · b8 negres cavall · c8 negres alfil · d8 negres dama · e8 negres rei · f8 negres alfil · g8 negres cavall · h8 negres torre · a7 negres peó · b7 negres peó · c7 negres peó · d7 negres peó · e7 negres peó · f7 negres peó · g7 negres peó · h7 negres peó · f4 blanques peó · a2 blanques peó · b2 blanques peó · c2 blanques peó · d2 blanques peó · e2 blanques peó · g2 blanques peó · h2 blanques peó · a1 blanques torre · b1 blanques cavall · c1 blanques alfil · d1 blanques dama · e1 blanques rei · f1 blanques alfil · g1 blanques cavall · h1 blanques torre | a8 negres torre · b8 negres cavall · c8 negres alfil · d8 negres dama · e8 negres rei · f8 negres alfil · g8 negres cavall · h8 negres torre · a7 negres peó · b7 negres peó · c7 negres peó · d7 negres peó · e7 negres peó · f7 negres peó · g7 negres peó · h7 negres peó · f4 blanques peó · a2 blanques peó · b2 blanques peó · c2 blanques peó · d2 blanques peó · e2 blanques peó · g2 blanques peó · h2 blanques peó · a1 blanques torre · b1 blanques cavall · c1 blanques alfil · d1 blanques dama · e1 blanques rei · f1 blanques alfil · g1 blanques cavall · h1 blanques torre | a8 negres torre · b8 negres cavall · c8 negres alfil · d8 negres dama · e8 negres rei · f8 negres alfil · g8 negres cavall · h8 negres torre · a7 negres peó · b7 negres peó · c7 negres peó · d7 negres peó · e7 negres peó · f7 negres peó · g7 negres peó · h7 negres peó · f4 blanques peó · a2 blanques peó · b2 blanques peó · c2 blanques peó · d2 blanques peó · e2 blanques peó · g2 blanques peó · h2 blanques peó · a1 blanques torre · b1 blanques cavall · c1 blanques alfil · d1 blanques dama · e1 blanques rei · f1 blanques alfil · g1 blanques cavall · h1 blanques torre | a8 negres torre · b8 negres cavall · c8 negres alfil · d8 negres dama · e8 negres rei · f8 negres alfil · g8 negres cavall · h8 negres torre · a7 negres peó · b7 negres peó · c7 negres peó · d7 negres peó · e7 negres peó · f7 negres peó · g7 negres peó · h7 negres peó · f4 blanques peó · a2 blanques peó · b2 blanques peó · c2 blanques peó · d2 blanques peó · e2 blanques peó · g2 blanques peó · h2 blanques peó · a1 blanques torre · b1 blanques cavall · c1 blanques alfil · d1 blanques dama · e1 blanques rei · f1 blanques alfil · g1 blanques cavall · h1 blanques torre | a8 negres torre · b8 negres cavall · c8 negres alfil · d8 negres dama · e8 negres rei · f8 negres alfil · g8 negres cavall · h8 negres torre · a7 negres peó · b7 negres peó · c7 negres peó · d7 negres peó · e7 negres peó · f7 negres peó · g7 negres peó · h7 negres peó · f4 blanques peó · a2 blanques peó · b2 blanques peó · c2 blanques peó · d2 blanques peó · e2 blanques peó · g2 blanques peó · h2 blanques peó · a1 blanques torre · b1 blanques cavall · c1 blanques alfil · d1 blanques dama · e1 blanques rei · f1 blanques alfil · g1 blanques cavall · h1 blanques torre | a8 negres torre · b8 negres cavall · c8 negres alfil · d8 negres dama · e8 negres rei · f8 negres alfil · g8 negres cavall · h8 negres torre · a7 negres peó · b7 negres peó · c7 negres peó · d7 negres peó · e7 negres peó · f7 negres peó · g7 negres peó · h7 negres peó · f4 blanques peó · a2 blanques peó · b2 blanques peó · c2 blanques peó · d2 blanques peó · e2 blanques peó · g2 blanques peó · h2 blanques peó · a1 blanques torre · b1 blanques cavall · c1 blanques alfil · d1 blanques dama · e1 blanques rei · f1 blanques alfil · g1 blanques cavall · h1 blanques torre | 1 |
|   | a | b | c | d | e | f | g | h |   |

Una obertura de flanc és una obertura d'escacs jugada per les blanques i caracteritzada pel joc en un o els dos flancs (la porció de l'escaquer a banda i banda de les columnes centrals d i e).
El blanc juga a l'estil hipermodern, atacant el centre des dels flancs amb peces més que ocupant-lo amb peons.
Aquestes obertures es juguen sovint, i 1.Cf3 i 1.c4 van darrere només de 1.e4 i 1.d4 en popularitat com a moviments d'obertura.
Si les blanques comencen amb 1.Cf3, el joc sovint es converteix en una de les obertures de d4 (partides tancades o semitancades) per un ordre de moviments diferent (és a dir, una transposició), però les obertures úniques com la Réti i l'atac indi de rei són també comunes.

## Principals obertures de flanc
- 1.b3 Obertura Larsen
- 1.b4 Obertura Sokolsky
- 1.c4 Obertura anglesa
- 1.Cf3 Obertura Zukertort (característicament seguit pel fianchetto d'un o els dos alfils, i sense fer d4 aviat)
- 1.Cf3, 2.g3, 3.Ag2, 4.0-0, 5.d3, 6.Cbd2, 7.e4 Atac indi de rei (KIA) (els moviments es poden jugar en molts ordres diferents)
- 1.f4 Obertura Bird
- 1.g3 Obertura Benko

La Réti pròpiament es caracteritza pel moviment 1.Cf3 de les blanques, i el fianchetto d'un o els dos alfils, sense jugar d4 massa aviat (cosa que transposaria generalment a una de les obertures de 1.d4).
L'atac indi de rei (KIA) és un sistema de desenvolupament que les blanques poden fer servir en resposta a pràcticament qualsevol dels moviments d'obertura de les negres. L'esquema típic del KIA és 1.Cf3, 2.g3, 3.Ag2, 4.0-0, 5.d3, 6.Cbd2, i 7.e4, tot i que aquests moviments es poden fer en ordres molt diversos.
De fet, el KIA s'assoleix probablement més sovint després de 1.e4 quan les blanques el fan servir per respondre a un intent negre de jugar una obertura semioberta com ara la Caro-Kann, la francesa, o la siciliana, o fins i tot les obertures obertes que normalment arriben després de 1.e4 e5.
El seu punt a favor més rellevant pot ser que adoptant un patró de desenvolupament, el blanc pot evitar la gran quantitat d'estudi d'obertures que s'exigeix preparar per enfrontar-se a les moltes possibles respostes de les negres a 1.e4.
L'obertura anglesa també sovint transposa a una obertura de d4, però pot prendre un caràcter independent també incloent-hi variants simètriques (1.c4 c5) i de la defensa siciliana amb colors invertits (1.c4 e5).
L'obertura Larsen i l'obertura Sokolsky es veuen ocasionalment en partides de Grans Mestres.
Benko feu servir 1.g3 per derrotar tant Fischer com Tal al torneig de Candidats de 1962 a Curaçao.
Amb l'obertura Bird les blanques intenten d'obtenir un punt fort a la casella e5.
L'obertura es pot assemblar a un defensa holandesa amb els colors canviats després de 1.f4 d5, llevat que les negres intentin destorbar les blanques fent 1...e5!? (el gambit From).